# Padua
Padua (en italiano: Padova; en véneto: Pàdoa) es una ciudad italiana, capital de la provincia homónima, en la región del Véneto. Tiene una población de 211 316 habitantes (a 1 de enero de 2020) y más de 645 000 en su área metropolitana. Cuenta con dos ríos, el Bacchiglione (que la atraviesa) y el Brenta (que la circunda). Es sede de la Universidad de Padua y en ella destaca la basílica de San Antonio de Padua.
En el siglo I a. C. la ciudad romana de Patavium era una de las más importantes de la región. Decayó después de la caída del Imperio romano y se recobró en el periodo comunal (siglos XI-XII). La ciudad fue una de las capitales culturales del Trecento, gracias a la presencia del señorío de los Carraresi, que hicieron de Padua uno de los principales focos del prehumanismo. Entre el siglo XIV y el siglo XV se desarrolló junto con Florencia una imponente corriente cultural votata all'antico, que se convertirá en el Renacimiento paduano e influirá en el equipo artístico de todo el norte de Italia del siglo XV. En el siglo XV Padua estuvo sometida a Venecia, pero mantuvo durante largo tiempo su papel de guía en campo artístico: Donatello y Mantegna trabajaron en la ciudad en aquel siglo y más tarde Tiziano, Sansovino y otros muchos. Bajo la dominación veneciana, Padua continuó con su vida cultural gracias también a la presencia estimulante de su universidad que fundada en 1222, se encuentra entre las más antiguas del mundo.
En Padua hay dos sitios del Patrimonio Mundial de la UNESCO: el Orto botánico (desde 1997), el más antiguo del mundo, y los ciclos de frescos del siglo XIV (desde 2021), conservados en ocho complejos de edificios, incluida la capilla Scrovegni.

## Historia

### Fundación

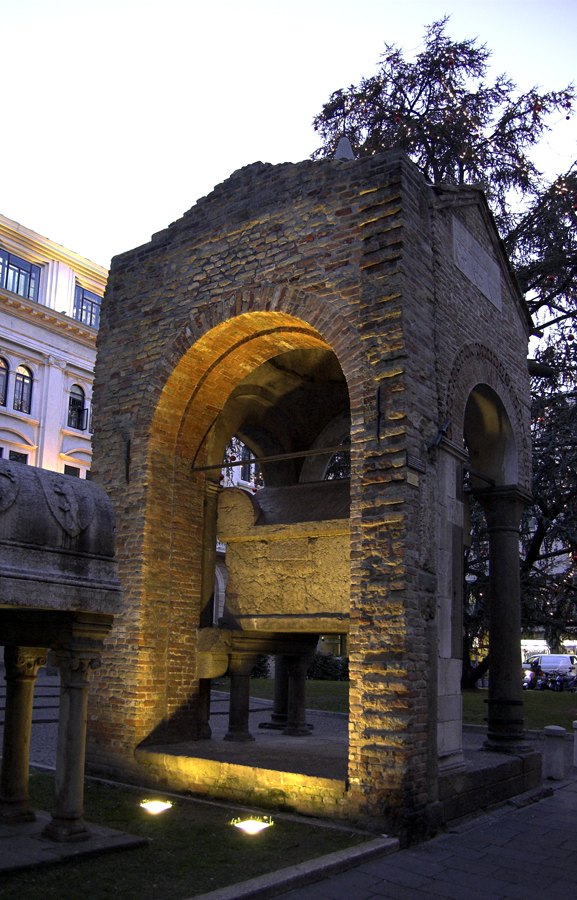
La considerada Tumba de Antenor

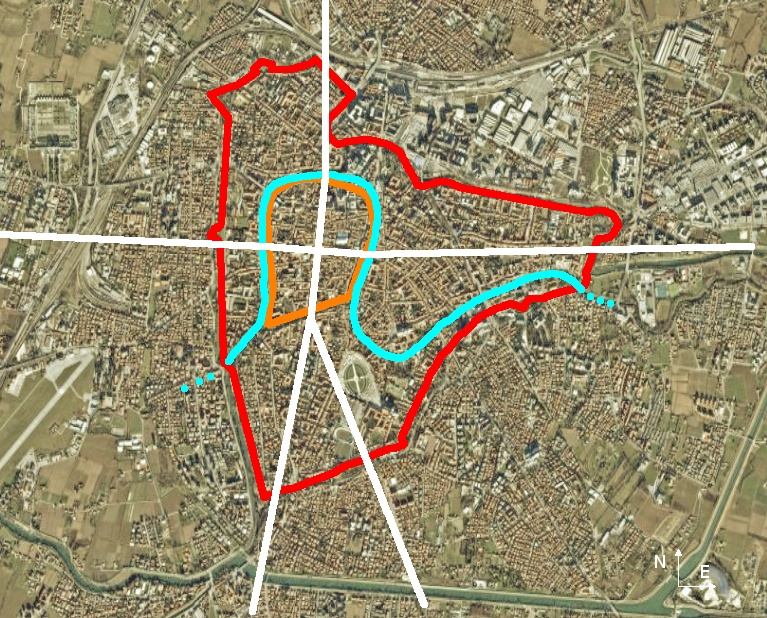
Foto de Padua con indicación del curso del Medoacus, las vías romanas y la muralla ciudadana

Las excavaciones arqueológicas han determinado la existencia de asentamientos prehistóricos ya en el siglo XI a. C. - siglo X a. C., topográficamente en correspondencia con el actual centro de Padua. La leyenda cuenta que la fundación de Padua tuvo lugar en 1132 a. C. por Antenor, un príncipe troyano que escapó de la destrucción de Troya; leyenda también relatada por el historiador paduano Tito Livio, en su Ab urbe condita (la historia de Roma) para sancionar la antigua alianza que unía su ciudad a Roma.
Representando uno de los principales centros de la cultura paleoveneta, la antigua Padua fue construida en un recodo del río Brenta (llamado en la antigüedad, Medoacus Major ) que luego (probablemente hasta 589) fluyó en el lecho del actual Bacchiglione (en ese momento llamado Medoacus Minor o Edrone), entrando en la ciudad cerca de la actual Specola.
En el 302 a. C. Patavium tuvo que resistir el ataque de una flota espartana dirigida por el príncipe Cleonimo. Los espartanos, después de haber atracado sus barcos en la desembocadura del Brenta, lograron en un primer momento su intento de saqueo, tomando por sorpresa a los habitantes de la ciudad. Pero entonces los paduanos, reorganizados, hicieron retroceder a los invasores griegos al mar, causándoles grandes pérdidas; de hecho, solo una quinta parte de su flota logró escapar tomando el mar.

### Historia antigua

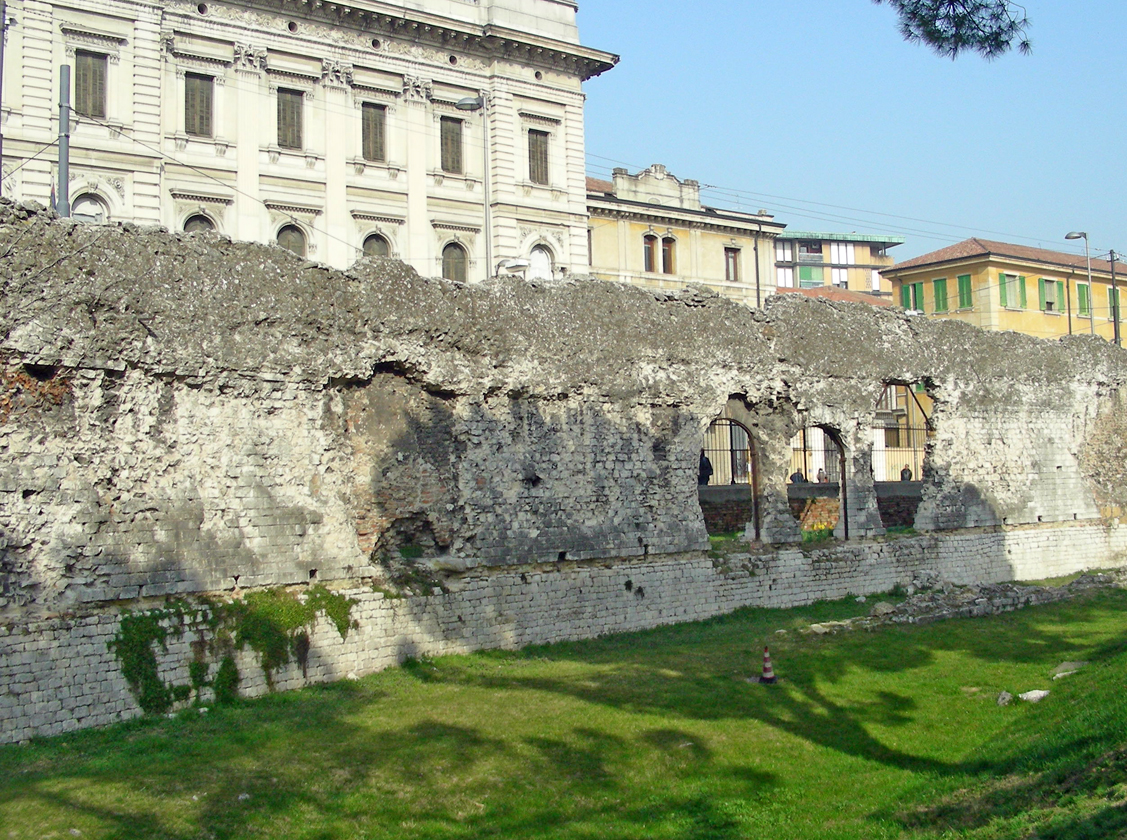
Restos de un muro del antiguo anfiteatro romano

Ya desde el 226 a. C. el antiguo pueblo paduano hizo una alianza con Roma contra los galos cisalpinos, alianza que luego se confirmó varias veces, en particular en el momento de la batalla de Cannas (216 a. C.) y de la guerra Social (91 a. C.), cuando Padua y otras ciudades transpadanas lucharon junto a los romanos. Desde 49 a. C. pasó a ser un municipium romano, y en época augustea pasó a formar parte de la Regio X Venetia et Histria, de la que fue uno de los centros más importantes.
Durante la época imperial la ciudad se hizo muy rica gracias al procesamiento de la lana de los pastos de la meseta de Asiago. De la ciudad pasaban (o partían) numerosas vías que la conectaban con los principales centros romanos de la época: la via Annia que la conectaba con Adria y Aquileia; la vía Medoaci que conducía a la Valsugana y a la meseta de Asiago; la vía Astacus que la comunicaba con Vicentia; la via Aurelia que llevaba a Asolo; la vía Aponense que la conectaba con los centros termales de las Colinas Euganeas. Tanto al norte como al sur de la ciudad hubo extensas centuriaciones. En la época romana, el territorio de Padua estaba atravesado por otra importante calzada romana, la via Gallica.
En época romana, Padua fue la patria de Tito Livio, ilustre historiador romano (en la misma época, fue la cuna de los literatos Gaio Valerio Flacco, Quinto Asconio Pediano, Trasea Peto, de los que se tiene todavía un recuerdo en la toponimia de la ciudad).

### Historia medieval

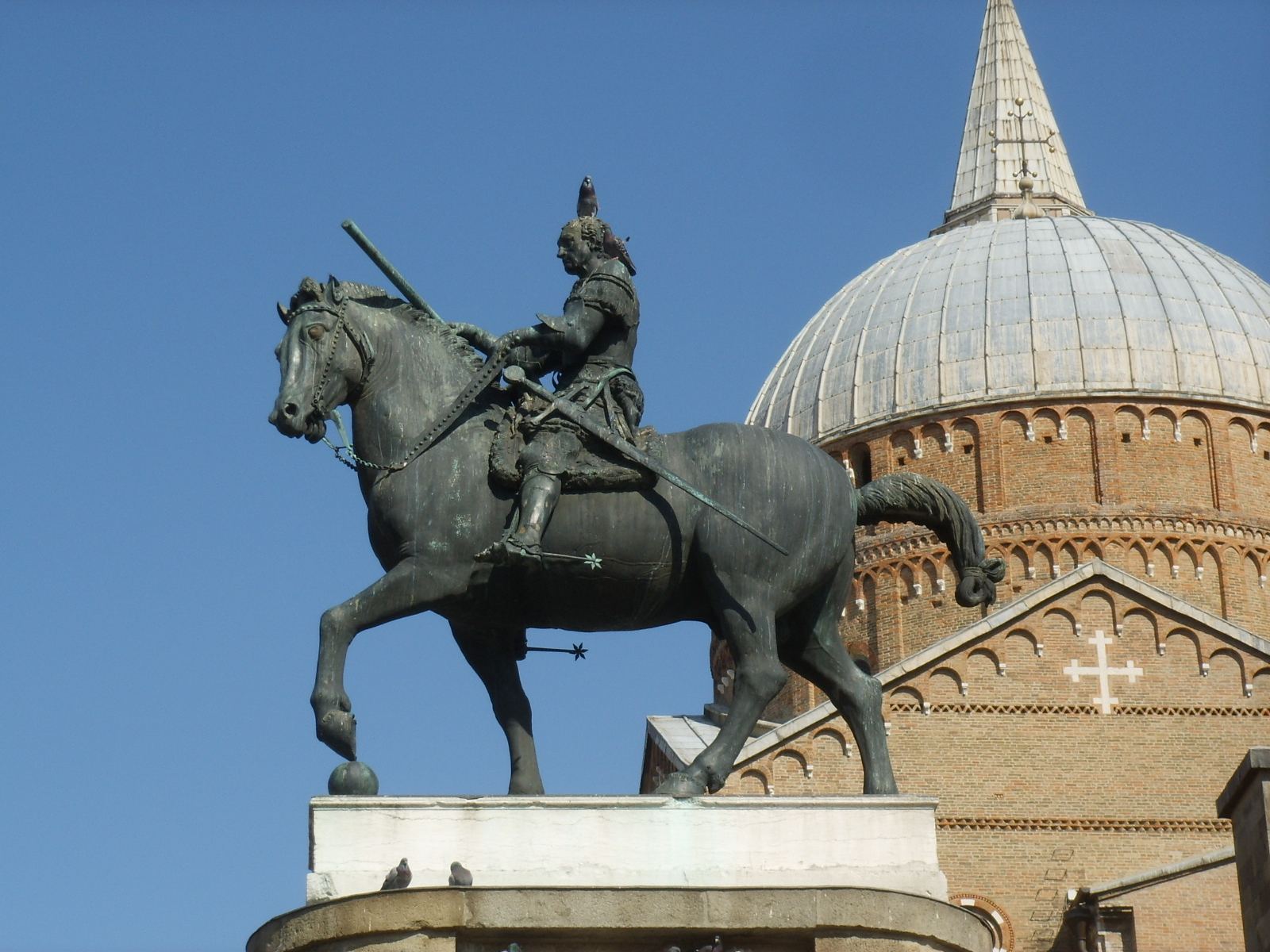
Monumento ecuestre del condotiero Gattamelata (1453)

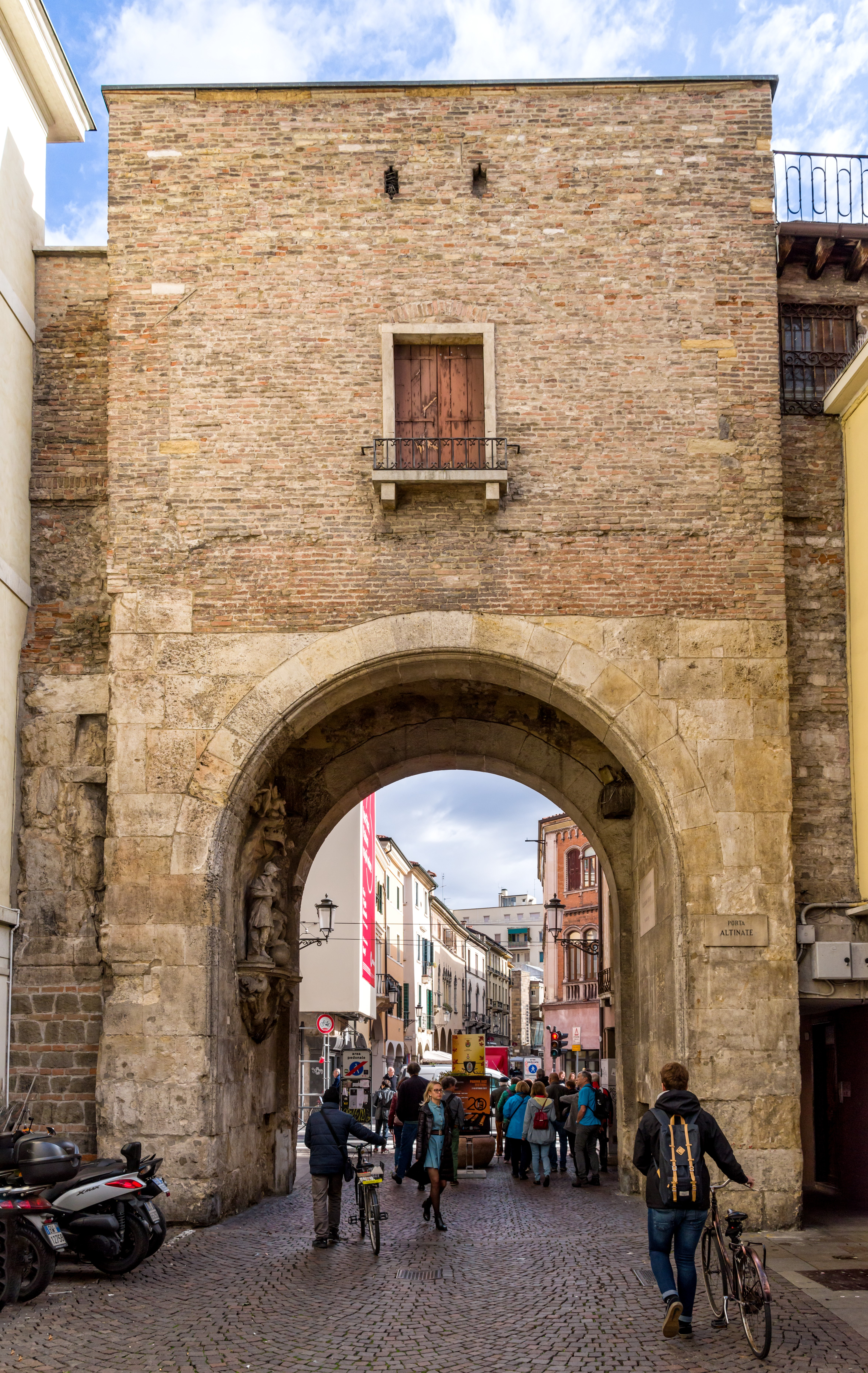
Porta Altinate vista desde la plaza de los Noli, ahora Garibaldii

Con la caída del imperio, Padua logró mantener una economía sólida, pero en el primer período de las invasiones bárbaras fue repetidamente devastada, primero por los hunos en 452-453 y luego en 601 por los longobardos de Agilulfo, que la incendió y arrasó hasta el suelo para evitar el regreso de los bizantinos. Las invasiones, combinadas con las inundaciones periódicas, provocaron una creciente despoblación de la comuna. Hacia finales del siglo VIII, la estabilidad aportada por Carlomagno y las obras de recuperación y canalización realizadas por los benedictinos reactivaron la economía de la ciudad y pusieron fin a dos siglos de crisis, dando paso a la reurbanización. Los daños de las inundaciones posteriores, mitigados por las obras de los monjes, se vieron agravados por la devastación provocada en la ciudad por los magiares en 899, así como por los terremotos de 1004 y 1117.
Estos siglos vieron la progresiva afirmación del poder temporal de los obispos en la ciudad y la creciente influencia en el campo de familias de origen germano y franco como los Camposampiero, los Este, los Da Romano y los Da Carrara. En consecuencia, surgió la contraposición entre güelfos y gibelinos, que apoyaban respectivamente al papado y al imperio, división que habría conducido a las sangrientas luchas internas de la era comunal.
En la Baja Edad Media, Padua se distinguió como Libero comune, participando en la Liga Veronesa y en la Liga Lombarda contra el emperador Federico Barbarroja. Durante el período comunal la ciudad se enriqueció y data de 1222 la fundación de la Universidad de Padua, una de las más antiguas del mundo.. Pasada a las filas gibelinas durante la dominación de Ezzelino III da Romano, a su muerte volvió bajo el control de los güelfos y se convirtió en objeto de continuos ataques de los gibelinos veroneses que la llevaron, en 1318, al señorío de los Carraresi. Comenzó un período de nuevo esplendor para Padua, en el que florecieron la economía y las artes. Familias nobles aliadas, como los Buzzaccarini, encargaron el ciclo de frescos en el baptisterio del Duomo y erigieron la iglesia de los Siervos. En el mismo período, sin embargo, continuaron las guerras con Verona, así como con Venecia y Milán. La ambición de los Carraresi marcó el fin de los Scaligeri veroneses y de los mismos Carraresi, que primero vieron la ocupación de Padua por el duque de Milán Gian Galeazzo Visconti de 1388 a 1390 tras la toma de Verona en 1387, y luego fueron definitivamente derrotados por la República de Venecia en 1405 en la guerra de Padua, tras la cual comenzó el largo período de dedicación a Venecia.

### Historia moderna

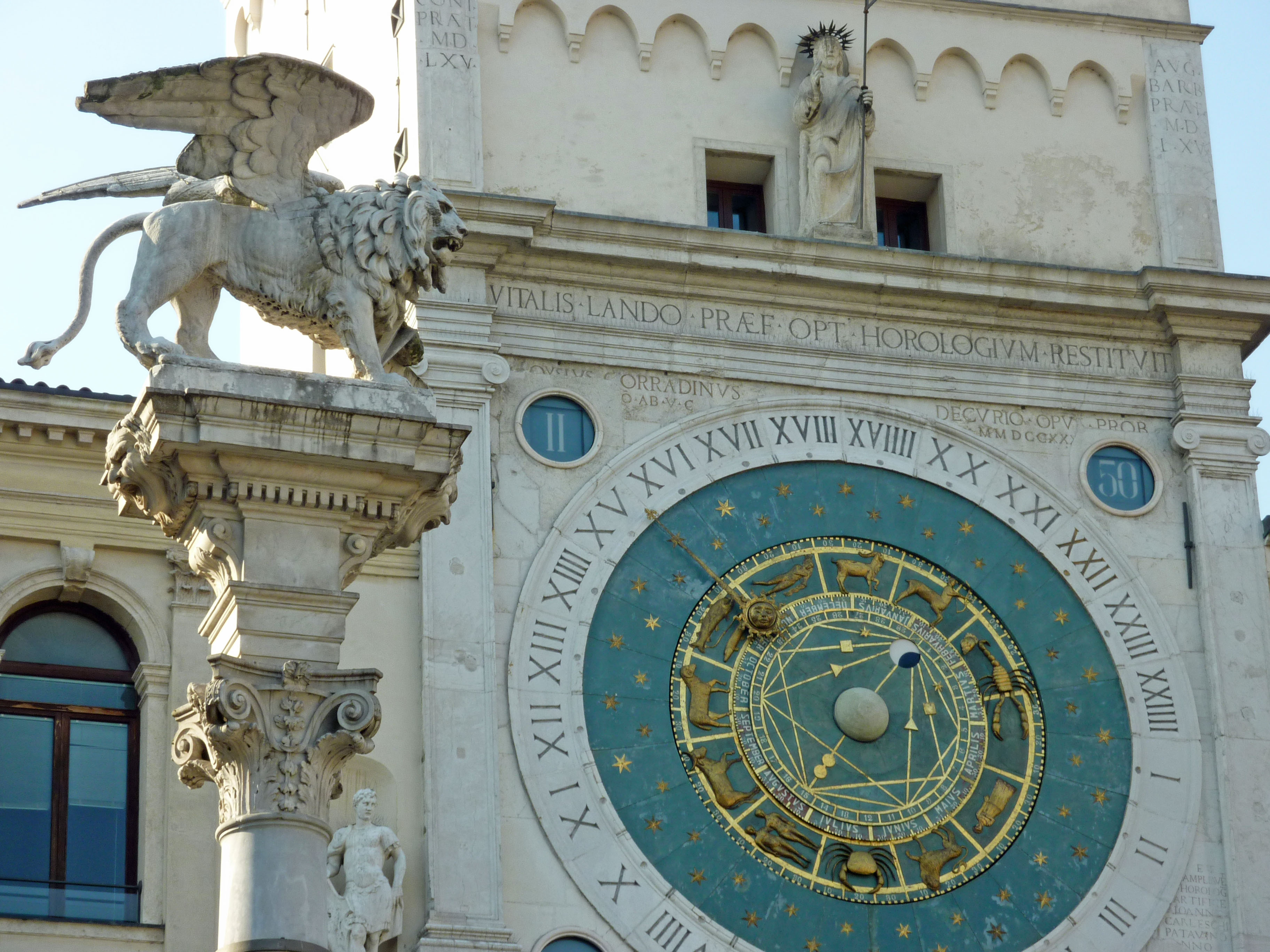
El león marciano, signo de lealtad a la Serenissima en la Piazza dei Signori

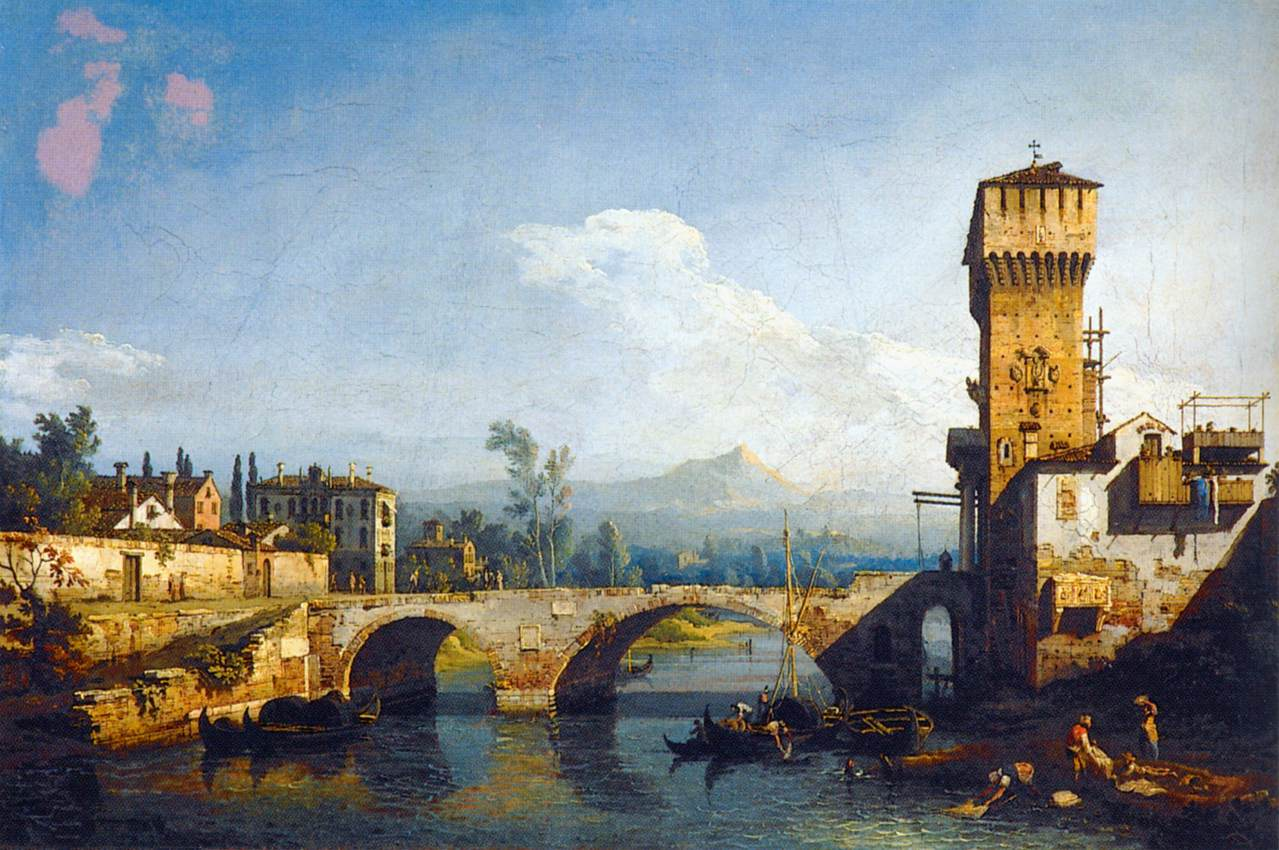
Padua en el

En los siguientes cuatro siglos, Padua, mientras perdía importancia política, pudo disfrutar de la paz y la prosperidad aseguradas por el señorío veneciano, así como de la libertad garantizada a su Universidad, que atrajo a estudiantes y profesores de toda Europa, convirtiéndose en uno de los más importantes centros del aristotelismo y atrayendo a numerosos e ilustres intelectuales, como Galileo Galilei. En 1509, durante la guerra de la Liga de Cambrai (1508-1516), Padua tuvo que sufrir un terrible asedio, que sin embargo fue rechazado. Tras escapar del peligro, la Serenissima procedió a las obras de fortificación, construyendo las murallas que aún hoy conservan gran parte del aspecto original. En 1571 Padua contribuyó a la victoria de Lepanto enviando cien gentileshombres entre los que destacaron los condottieri de galera Pataro Buzzaccarini y Marcantonio Santuliana.

### Historia contemporánea
Después de la caída de la Serenissima (1797), la ciudad fue cedida por Napoleón Bonaparte al Imperio austriaco Después de un breve interludio dentro del Reino de Italia napoleónico, pasó a formar parte del reino lombardo-véneto de los Habsburgo en 1815. El 8 de febrero de 1848 vio una insurrección contra el dominio austriaco, encabezada en particular por estudiantes universitarios. Padua no se convirtió en parte del Reino de Italia hasta 1866, luego de la tercera guerra de independencia italiana.
Durante la Primera Guerra Mundial, la ciudad fue el cuartel general de las fuerzas militares italianas. Cabe mencionar que la audaz (y pacífica) realización del Vuelo sobre Viena, de dannunziana memoria, partió de las inmediaciones de Padua (Castillo de San Pelagio en la comuna de Due Carrare, 9 de agosto de 1918). Cerca de la ciudad, en Battaglia Terme, el castillo de Lispida fue utilizado como residencia del rey Vittorio Emanuele III. Se firmó un armisticio en Villa Giusti (en la localidad de Mandria de Padua) que puso fin al conflicto.
En la Segunda Guerra Mundial, Padua fue un importante centro de la resistencia contra el fascismo. Numerosos estudiantes y profesores universitarios participaron en la lucha partisana, comenzando por el rector Concetto Marchesi. Por esta razón, la Universidad de Padua fue galardonada (la única universidad italiana en recibir ese honor) con la medalla de oro al valor Militar. La revuelta partisana que comenzó en la ciudad en la noche entre el 26 y el 27 de abril de 1945 fue seguida en la tarde del 28 de abril por la entrada de las tropas de liberación británicas y neozelandesas.
Los años de la posguerra fueron para Padua de continuo desarrollo urbano y económico gracias también a su situación geográfica, en el centro de importantes vías de comunicación que favorecían las industrias y los servicios. La crisis social y política de la década de 1970 vio la polarización de tensiones en hechos muchas veces ligados al extremismo de los márgenes de la comunidad estudiantil de Padua. Fue una de las ciudades donde organizaciones como Potere Operaio y Autonomia Operaia fueron más fuertes, junto con Roma y Bolonia. Esos movimientos con un fuerte componente estudiantil nacieron bajo la égida de ilustres profesores de la facultad de ciencias políticas como Antonio Negri. En la ciudad, las Brigadas Rojas protagonizaron su primer crimen reivindicado con el atentado a la sede del MSI en 1974.
En Padua también había organizaciones subversivas neofascistas como el Ordine Nuovo y sobre todo la Rosa dei venti, una organización subversiva paralela al SID, el servicio secreto de las fuerzas armadas italianas, acusado de colaborar con estructuras de la NATO en la lucha contra el comunismo. En los años 1990 hubo muchos políticos y empresarios paduanos involucrados en los diversos escándalos de Mani pulite y Tangentopoli.
Entre finales del siglo XX y principios del XXI, la ciudad experimentó importantes cambios urbanísticos, con la construcción de nuevos y modernos edificios de oficinas y viviendas y con una profunda renovación del sistema viario, articulado en torno a la construcción de la circunvalación de la ciudad y del tranvía de Padua.

## Geografía urbana

### Territorio
Padua se sitúa en la extremidad oriental de la llanura padana a unos 10 km al norte de las colinas Euganeas y a unos 20 km de la Laguna véneta. El espacio urbano se desarrolla sobre 92 km², plano y surcado por varios cursos de agua que le han dado desde hace siglos forma y protección a la ciudad. Está localizada a 29 km al sudeste de Vicenza, a 30 km al oeste de Venecia y a 40 km al suroeste de Treviso. Junto con estas dos últimas forma parte del área metropolitana de PaTreVe.
Se apoya sobre un terreno compuesto de limo-arenoso, mientras que los sedimentos quijosos son raros. La distribución de los varios niveles estratigráficos es muy irregular a causa de las frecuentes variaciones del curso de los ríos que se elevaron durante la última era geológica.
Al oeste de la ciudad en el área rural del barrio de Montà son bien visibles algunos antiguos cauces del río Brenta. 
Límites:
- al norte con Limena, Vigodarzere, Cadoneghe, Villafranca Padovana
- al este con Noventa Padovana, Vigonovo, Vigonza, Legnaro, Saonara
- al oeste con Rubano, Selvazzano Dentro, Abano Terme
- al sur con Ponte San Nicolò, Albignasego

### Vías de agua

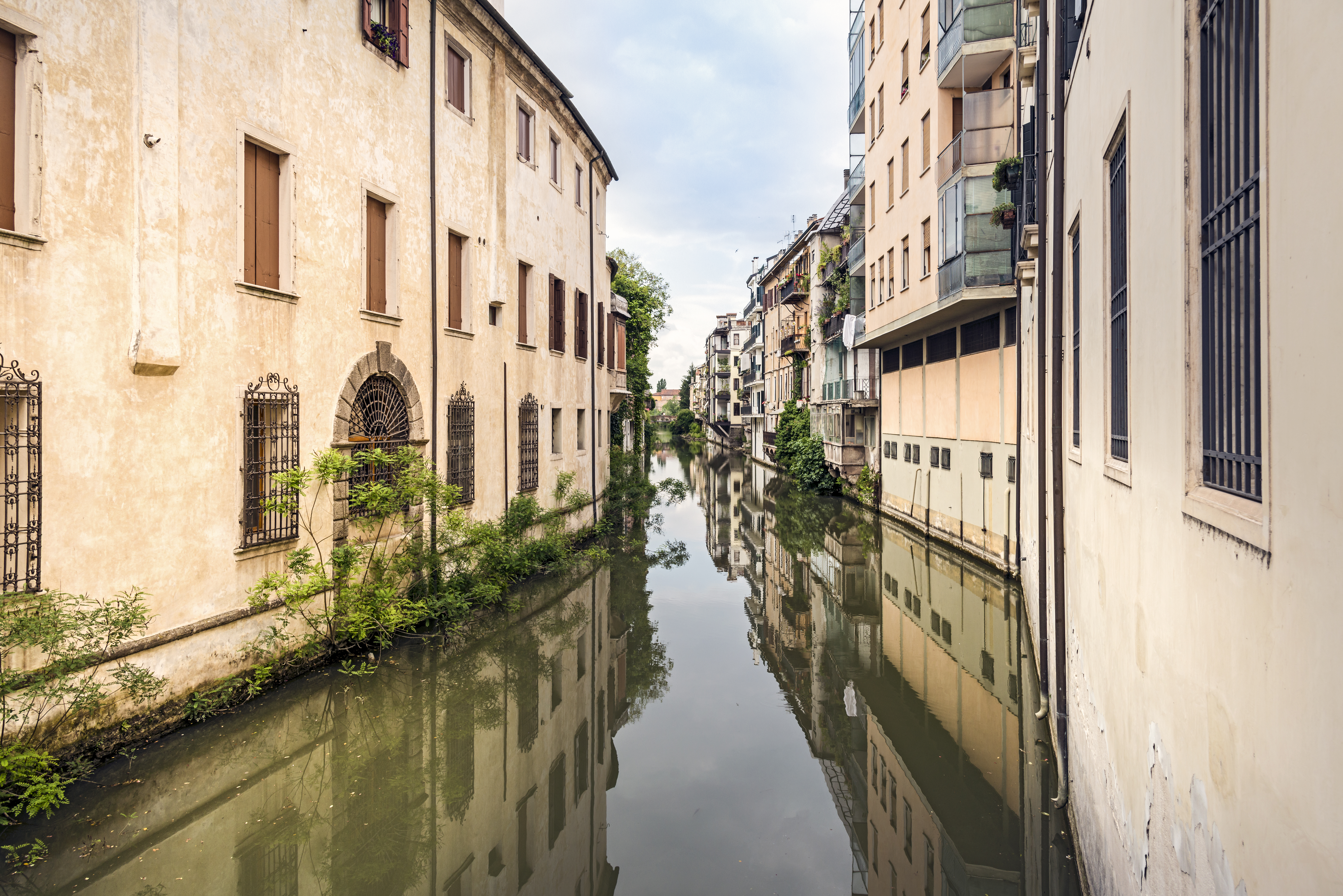
Vista desde el puente de la Torricelle

La ciudad nació y se desarrolló en la cuenca de los ríos Brenta y Bacchiglione que han condicionado fuertemente su tejido urbano. En el pasado, tales cursos de agua eran fundamentales para la economía de la ciudad, en particular para el mantenimiento de los numerosos molinos y para su evidente función comercial y para unir la ciudad con la cercana Venecia y el resto de centros urbanos de la provincia de Padua.
Los canales han representado un importante complemento para las fortificaciones medievales de la ciudad. Las obras de ingeniería fluvial realizadas con el paso de los siglos, sobre todo gracias al impulso del Magistrado para el Agua de la Serenísima República de Venecia. 
Los últimos grandes trabajos se dieron en el siglo XIX. El actual sistema de conexiones que cierra los canales de la ciudad para gestionar y hacer fluir el agua sin causar riesgos a la ciudad es resultado de esta época. La única área que podría a veces estar en riesgo, y solo en caso de grandes inundaciones, es la zona sureste de Terranegra (cuyo nombre da ya muestras del peligro de inundaciones sufrido por esta zona en el pasado)

## Clima
| Parámetros climáticos promedio de Padua (1961–1990, extremos 1946–1990) | Parámetros climáticos promedio de Padua (1961–1990, extremos 1946–1990) | Parámetros climáticos promedio de Padua (1961–1990, extremos 1946–1990) | Parámetros climáticos promedio de Padua (1961–1990, extremos 1946–1990) | Parámetros climáticos promedio de Padua (1961–1990, extremos 1946–1990) | Parámetros climáticos promedio de Padua (1961–1990, extremos 1946–1990) | Parámetros climáticos promedio de Padua (1961–1990, extremos 1946–1990) | Parámetros climáticos promedio de Padua (1961–1990, extremos 1946–1990) | Parámetros climáticos promedio de Padua (1961–1990, extremos 1946–1990) | Parámetros climáticos promedio de Padua (1961–1990, extremos 1946–1990) | Parámetros climáticos promedio de Padua (1961–1990, extremos 1946–1990) | Parámetros climáticos promedio de Padua (1961–1990, extremos 1946–1990) | Parámetros climáticos promedio de Padua (1961–1990, extremos 1946–1990) | Parámetros climáticos promedio de Padua (1961–1990, extremos 1946–1990) |
| Mes                                                                     | Ene.                                                                    | Feb.                                                                    | Mar.                                                                    | Abr.                                                                    | May.                                                                    | Jun.                                                                    | Jul.                                                                    | Ago.                                                                    | Sep.                                                                    | Oct.                                                                    | Nov.                                                                    | Dic.                                                                    | Anual                                                                   |
| ----------------------------------------------------------------------- | ----------------------------------------------------------------------- | ----------------------------------------------------------------------- | ----------------------------------------------------------------------- | ----------------------------------------------------------------------- | ----------------------------------------------------------------------- | ----------------------------------------------------------------------- | ----------------------------------------------------------------------- | ----------------------------------------------------------------------- | ----------------------------------------------------------------------- | ----------------------------------------------------------------------- | ----------------------------------------------------------------------- | ----------------------------------------------------------------------- | ----------------------------------------------------------------------- |
| Temp. máx. abs. (°C)                                                    | 16.0                                                                    | 22.9                                                                    | 24.8                                                                    | 29.4                                                                    | 32.5                                                                    | 35.0                                                                    | 38.2                                                                    | 37.2                                                                    | 34.0                                                                    | 29.0                                                                    | 21.9                                                                    | 16.8                                                                    | 38.2                                                                    |
| Temp. máx. media (°C)                                                   | 5.7                                                                     | 8.8                                                                     | 13.1                                                                    | 17.5                                                                    | 22.4                                                                    | 26.0                                                                    | 28.4                                                                    | 27.9                                                                    | 24.5                                                                    | 18.8                                                                    | 11.5                                                                    | 6.5                                                                     | 17.6                                                                    |
| Temp. media (°C)                                                        | 2.2                                                                     | 4.7                                                                     | 8.3                                                                     | 12.5                                                                    | 17.0                                                                    | 20.7                                                                    | 23.0                                                                    | 22.4                                                                    | 19.2                                                                    | 13.8                                                                    | 7.6                                                                     | 3.1                                                                     | 12.9                                                                    |
| Temp. mín. media (°C)                                                   | -1.4                                                                    | 0.5                                                                     | 3.5                                                                     | 7.4                                                                     | 11.6                                                                    | 15.3                                                                    | 17.5                                                                    | 16.9                                                                    | 13.8                                                                    | 8.8                                                                     | 3.7                                                                     | -0.4                                                                    | 8.1                                                                     |
| Temp. mín. abs. (°C)                                                    | -19.2                                                                   | -15.4                                                                   | -8.2                                                                    | -1.8                                                                    | 0.8                                                                     | 4.5                                                                     | 6.5                                                                     | 8.6                                                                     | 5.2                                                                     | -1.6                                                                    | -6.9                                                                    | -10.0                                                                   | -19.2                                                                   |
| Precipitación total (mm)                                                | 70.4                                                                    | 56.9                                                                    | 67.0                                                                    | 68.1                                                                    | 78.6                                                                    | 88.0                                                                    | 64.2                                                                    | 79.8                                                                    | 58.2                                                                    | 65.5                                                                    | 86.7                                                                    | 62.4                                                                    | 845.8                                                                   |
| Días de precipitaciones (≥ 1.0 mm)                                      | 6.8                                                                     | 6.0                                                                     | 7.1                                                                     | 7.9                                                                     | 9.0                                                                     | 8.8                                                                     | 6.2                                                                     | 6.4                                                                     | 5.5                                                                     | 6.1                                                                     | 7.5                                                                     | 6.1                                                                     | 83.4                                                                    |
| Horas de sol                                                            | 68.2                                                                    | 107.4                                                                   | 142.6                                                                   | 162.0                                                                   | 207.7                                                                   | 246.0                                                                   | 297.6                                                                   | 279.0                                                                   | 186.0                                                                   | 127.1                                                                   | 81.0                                                                    | 46.5                                                                    | 1951.1                                                                  |
| Humedad relativa (%)                                                    | 80                                                                      | 73                                                                      | 69                                                                      | 70                                                                      | 69                                                                      | 70                                                                      | 68                                                                      | 69                                                                      | 71                                                                      | 74                                                                      | 77                                                                      | 81                                                                      | 73                                                                      |
| Fuente: Servizio Meteorologico                                          |                                                                         |                                                                         |                                                                         |                                                                         |                                                                         |                                                                         |                                                                         |                                                                         |                                                                         |                                                                         |                                                                         |                                                                         |                                                                         |

| Parámetros climáticos promedio de Legnaro (normales 1991–2020)       | Parámetros climáticos promedio de Legnaro (normales 1991–2020) | Parámetros climáticos promedio de Legnaro (normales 1991–2020) | Parámetros climáticos promedio de Legnaro (normales 1991–2020) | Parámetros climáticos promedio de Legnaro (normales 1991–2020) | Parámetros climáticos promedio de Legnaro (normales 1991–2020) | Parámetros climáticos promedio de Legnaro (normales 1991–2020) | Parámetros climáticos promedio de Legnaro (normales 1991–2020) | Parámetros climáticos promedio de Legnaro (normales 1991–2020) | Parámetros climáticos promedio de Legnaro (normales 1991–2020) | Parámetros climáticos promedio de Legnaro (normales 1991–2020) | Parámetros climáticos promedio de Legnaro (normales 1991–2020) | Parámetros climáticos promedio de Legnaro (normales 1991–2020) | Parámetros climáticos promedio de Legnaro (normales 1991–2020) |
| Mes                                                                  | Ene.                                                           | Feb.                                                           | Mar.                                                           | Abr.                                                           | May.                                                           | Jun.                                                           | Jul.                                                           | Ago.                                                           | Sep.                                                           | Oct.                                                           | Nov.                                                           | Dic.                                                           | Anual                                                          |
| -------------------------------------------------------------------- | -------------------------------------------------------------- | -------------------------------------------------------------- | -------------------------------------------------------------- | -------------------------------------------------------------- | -------------------------------------------------------------- | -------------------------------------------------------------- | -------------------------------------------------------------- | -------------------------------------------------------------- | -------------------------------------------------------------- | -------------------------------------------------------------- | -------------------------------------------------------------- | -------------------------------------------------------------- | -------------------------------------------------------------- |
| Temp. máx. media (°C)                                                | 7.3                                                            | 9.8                                                            | 14.2                                                           | 18.4                                                           | 23.3                                                           | 27.3                                                           | 29.6                                                           | 29.7                                                           | 25.0                                                           | 19.1                                                           | 12.8                                                           | 7.9                                                            | 18.7                                                           |
| Temp. media (°C)                                                     | 3.6                                                            | 5.2                                                            | 9.1                                                            | 13.2                                                           | 18.0                                                           | 21.8                                                           | 23.7                                                           | 23.7                                                           | 19.4                                                           | 14.5                                                           | 9.1                                                            | 4.4                                                            | 13.8                                                           |
| Temp. mín. media (°C)                                                | 0.0                                                            | 0.7                                                            | 4.0                                                            | 8.1                                                            | 12.8                                                           | 16.3                                                           | 17.8                                                           | 17.6                                                           | 13.8                                                           | 9.9                                                            | 5.5                                                            | 1.0                                                            | 9                                                              |
| Precipitación total (mm)                                             | 42.4                                                           | 46.6                                                           | 55.8                                                           | 72.1                                                           | 83.9                                                           | 76.9                                                           | 68.0                                                           | 66.6                                                           | 81.5                                                           | 90.0                                                           | 88.3                                                           | 61.8                                                           | 833.9                                                          |
| Fuente: Istituto Superiore per la Protezione e la Ricerca Ambientale |                                                                |                                                                |                                                                |                                                                |                                                                |                                                                |                                                                |                                                                |                                                                |                                                                |                                                                |                                                                |                                                                |

## Demografía
| Gráfica de evolución demográfica de Padua entre 1861 y 2020 |
|                                                             |
| Fuente ISTAT - elaboración gráfica de Wikipedia             |

## Monumentos
En Padua hay muchos monumentos y lugares de interés artístico. Destacan entre los seculares:

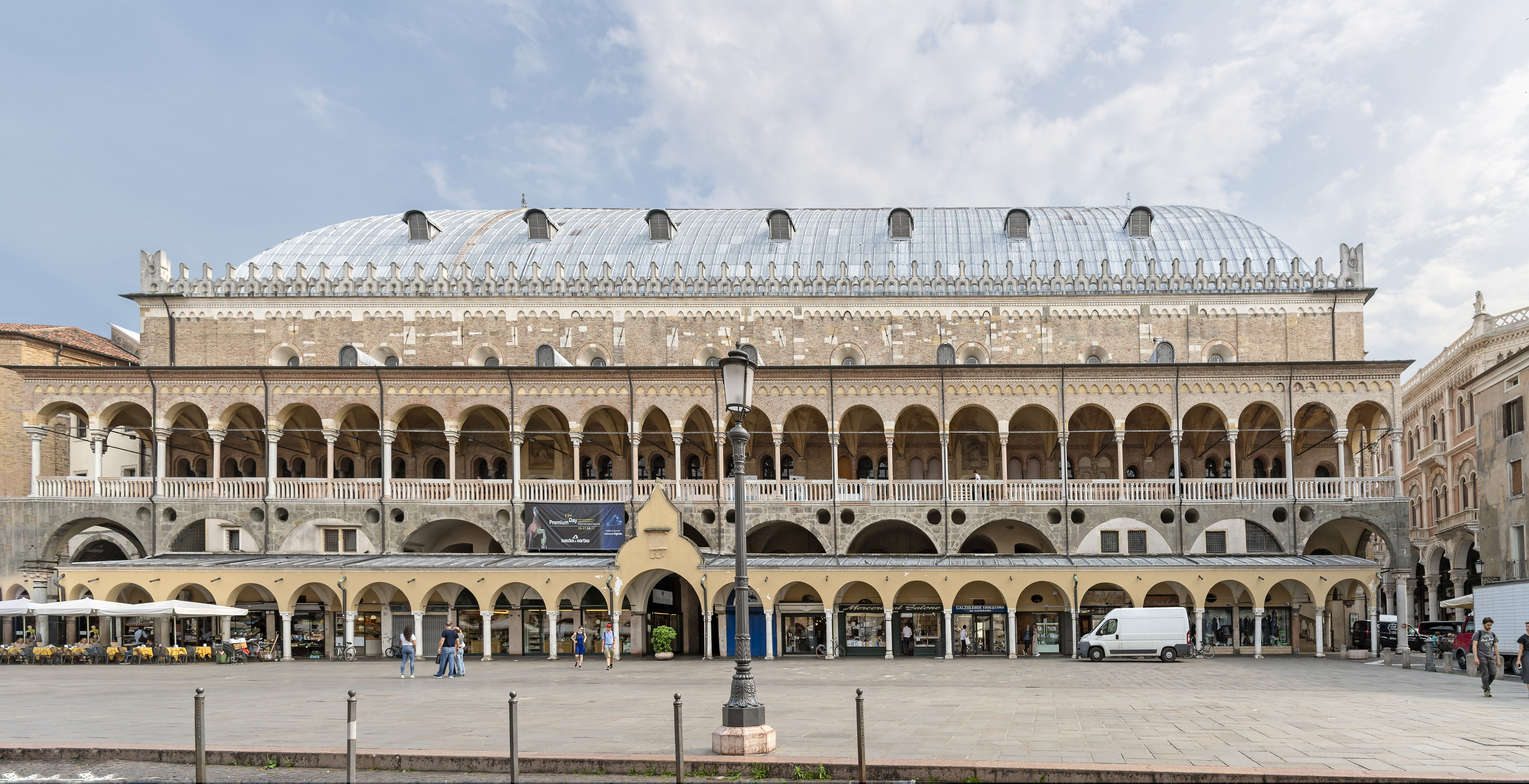
El Palazzo della Ragione de Padua, visto desde la piazza delle Erbe (plaza de las Hierbas).

- El Palazzo della Ragione, sede del gobierno de la ciudad en la Edad Media, que separa la Piazza delle Erbe (plaza de las Hierbas) de la Piazza della Frutta (plaza de la Fruta); con su gran salón en el piso superior, tiene fama de tener el techo más grande sin columnas de Europa; la sala es casi rectangular, su longitud es 81,5 m, su ancho de 27 m y su altura de 24 m; las paredes están cubiertas de frescos alegóricos; el edificio se levanta sobre arcos y el piso superior está rodeado por una logia abierta, no muy diferente de la que rodea la Basílica Palladiana de Vicenza. El Palazzo se comenzó a construir en 1172 y se terminó en 1219. En 1306, fra Giovanni, un fraile agustino, lo cubrió todo con un único techo. Originalmente había tres techos, que abarcaban las tres cámaras en las que se dividió la sala al principio; los tabiques internos permanecieron hasta el incendio de 1420, cuando los arquitectos venecianos que llevaron a cabo la restauración los retiraron, uniendo los tres espacios en uno y formando el actual gran salón, el Salone. El nuevo espacio fue renovado por Nicolo 'Miretto y Stefano da Ferrara, trabajando desde 1425 hasta 1440. Debajo del gran salón, hay un mercado centenario.
- En la Piazza dei Signori se encuentra la bella logia llamada Gran Guardia (1493-1526), y muy cerca está el Palazzo del Capitaniato, la residencia de los gobernadores venecianos, con su gran puerta, obra de Giovanni Maria Falconetto, el arquitecto-escultor veronés que introdujo la arquitectura renacentista en Padua y que completó la puerta en 1532. Falconetto ue el arquitecto de la logia del jardín de Alvise Cornaro Loggia Cornaro), el primer edificio totalmente renacentista en Padua.[14] Cerca se encuentra la Catedral, remodelada en 1552 según un diseño de Michelangelo. Contiene obras Nicolò Semitecolo, Francesco Bassano y Giorgio Schiavone. El cercano Baptisterio, consagrado en 1281, alberga el ciclo de frescos más importante de Giusto de' Menabuoi.
- El Teatro Verdi acoge representaciones de óperas, musicales, obras de teatro, ballets y conciertos.
- El Monumento ecuestre del condotiero Gattamelata de Donatello, en la plaza frente a la basílica de San Antonio, que honra al general veneciano (Erasmo da Narni). Se fundió en 1453, siendo la primera fundición de bronce ecuestre de tamaño completo desde la antigüedad. Se inspiró en la estatua ecuestre de Marco Aurelio en la colina Capitolina en Roma. No lejos de la estatua de Gattamelata se encuentra y la Scuola di S. Antonio (siglo XVI), con frescos de Tiziano.
- Prato della Valle, la mayor plaza de ciudad y uno de sus símbolos más conocidos, un cuadrado elíptico de 90 000 m². realizada en el siglo XVIII, es una de las mayores plazas de Europa. En el centro hay un amplio jardín rodeado por un canal ovalado, bordeado por 78 estatuas que representan a ciudadanos ilustres. Fue creado por Andrea Memmo a finales del siglo XVIII, que residió en el monumental Palazzo Angeli del siglo XV, que ahora alberga el Museo de Precinema.

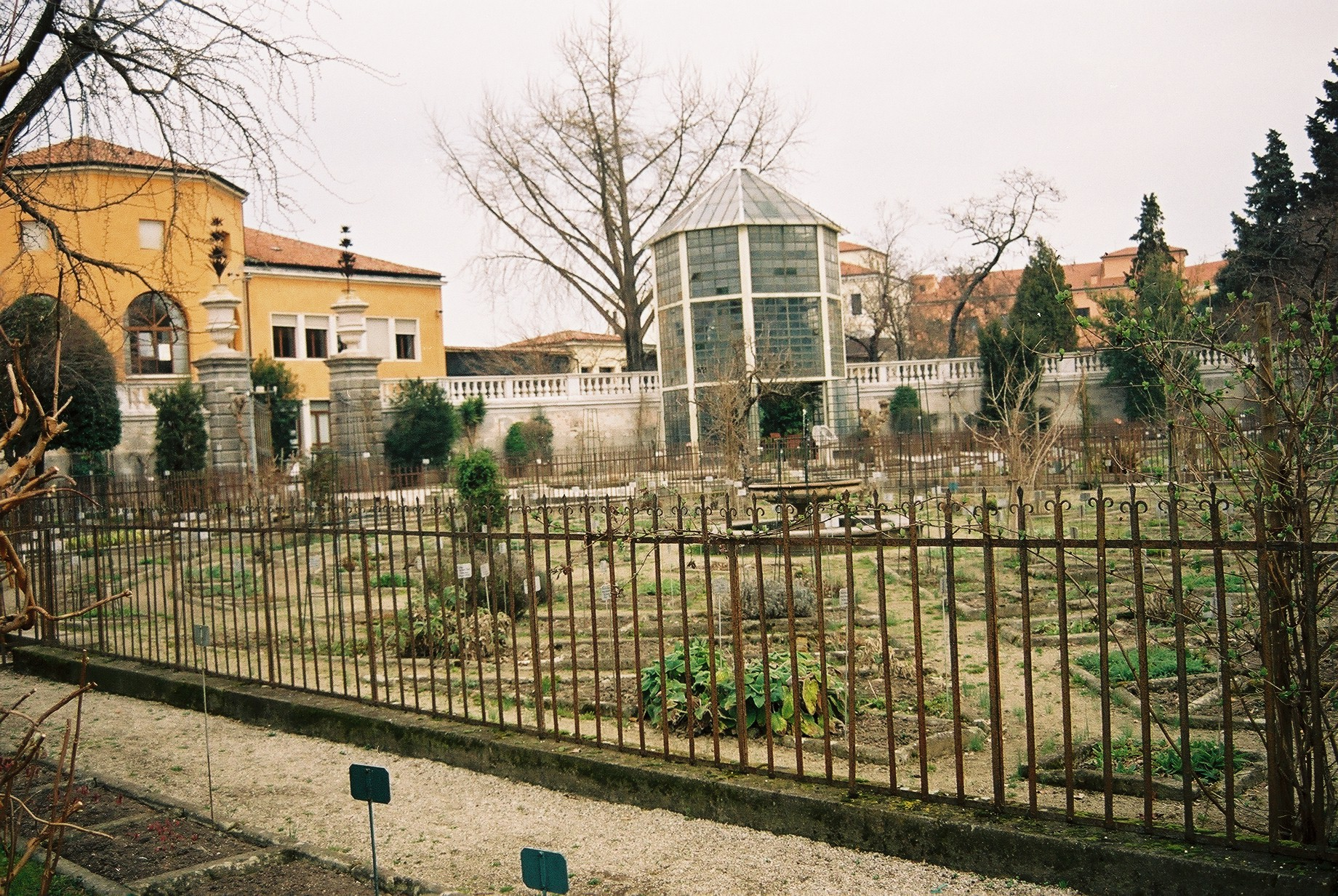
Jardín Botánico (Orto Botanico).

- En el centro de la ciudad histórica, los edificios del Palazzo del Bò, sede histórica Universidad de Padua.
- El Ayuntamiento, llamado Palazzo Moroni, cuyos muros están cubiertos con los nombres de los paduanos muertos en las diferentes guerras de Italia y que se adjunta al Palazzo della Ragione.
- El Café Pedrocchi, construido en 1831 por el arquitecto Giuseppe Jappelli en  estilo neoclásico con influencia egipcia. Este café ha estado abierto durante casi dos siglos. Alberga el museo del Risorgimento y el edificio cercano del Pedrocchino, de estilo neogótico.
- El centro de la ciudad está rodeado por las murallas de la ciudad de 11 kilómetros, construidas a principios del siglo XVI por varios arquitectos, como Michele Sanmicheli Solo quedan unas pocas ruinas, junto con dos puertas, de las murallas más pequeñas e internas del siglo XIII. También hay un castillo, el Castello. Su torre principal se transformó entre 1767 y 1777 en un observatorio astronómico conocido como Specola. Sin embargo, los otros edificios se utilizaron como prisiones durante los siglos XIX y XX. Ahora están siendo restaurados.
- El Ponte San Lorenzo, un puente romano en gran parte subterráneo, junto con el antiguo Ponte Molino, Ponte Altinate, Ponte Corvo y Ponte S. Matteo.

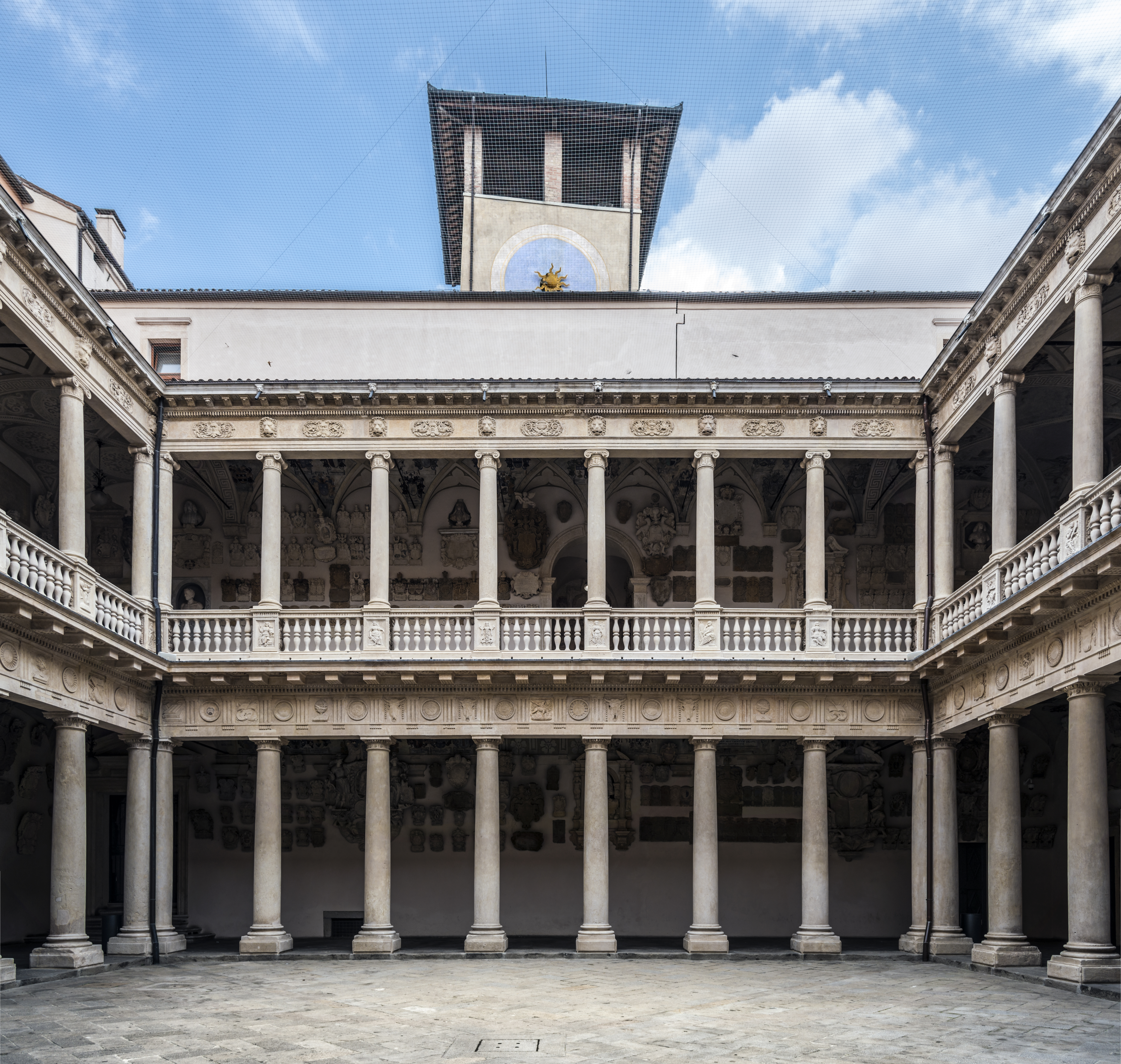
Palazzo Bo
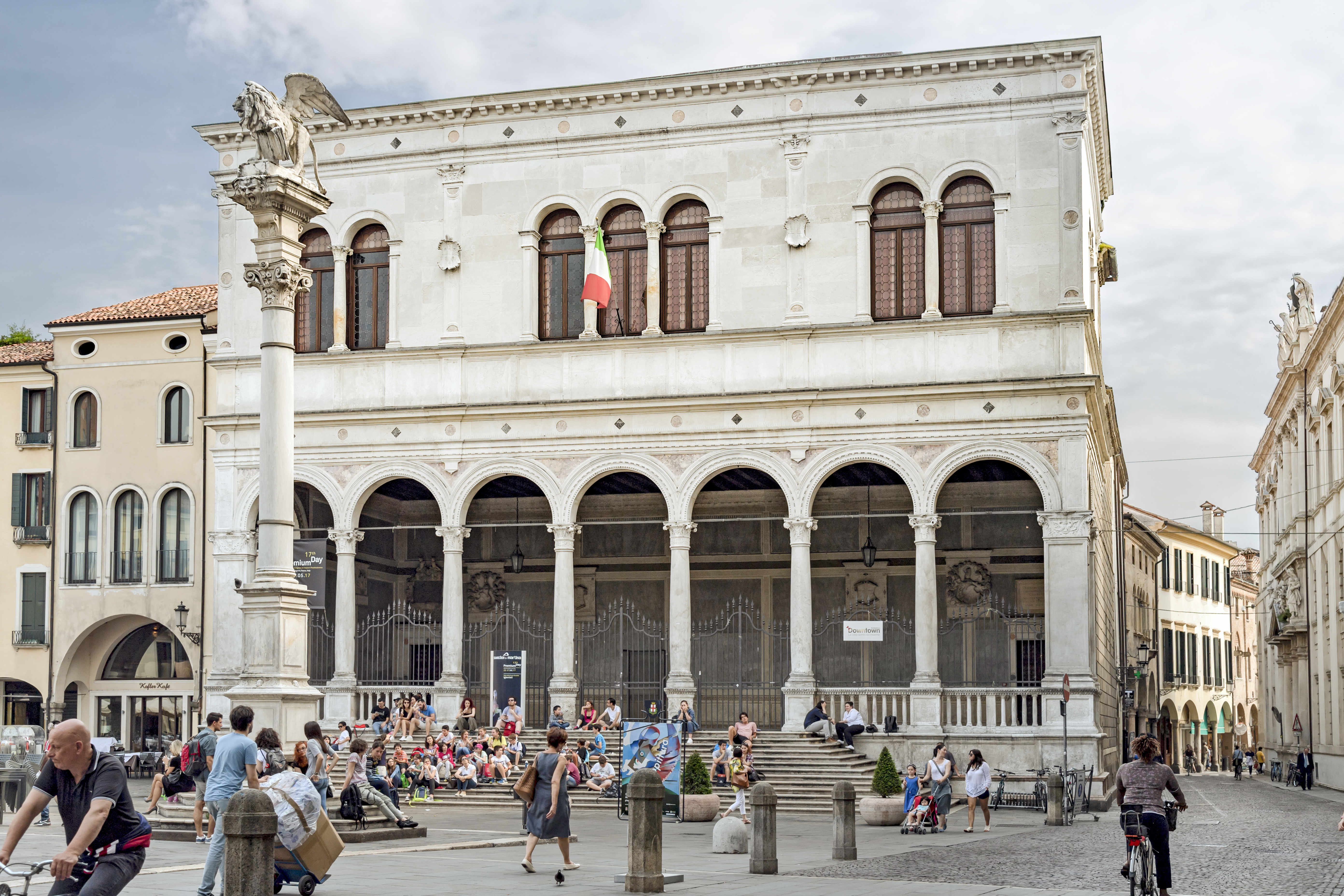
Loggia del Consiglio o "Gran Guardia".
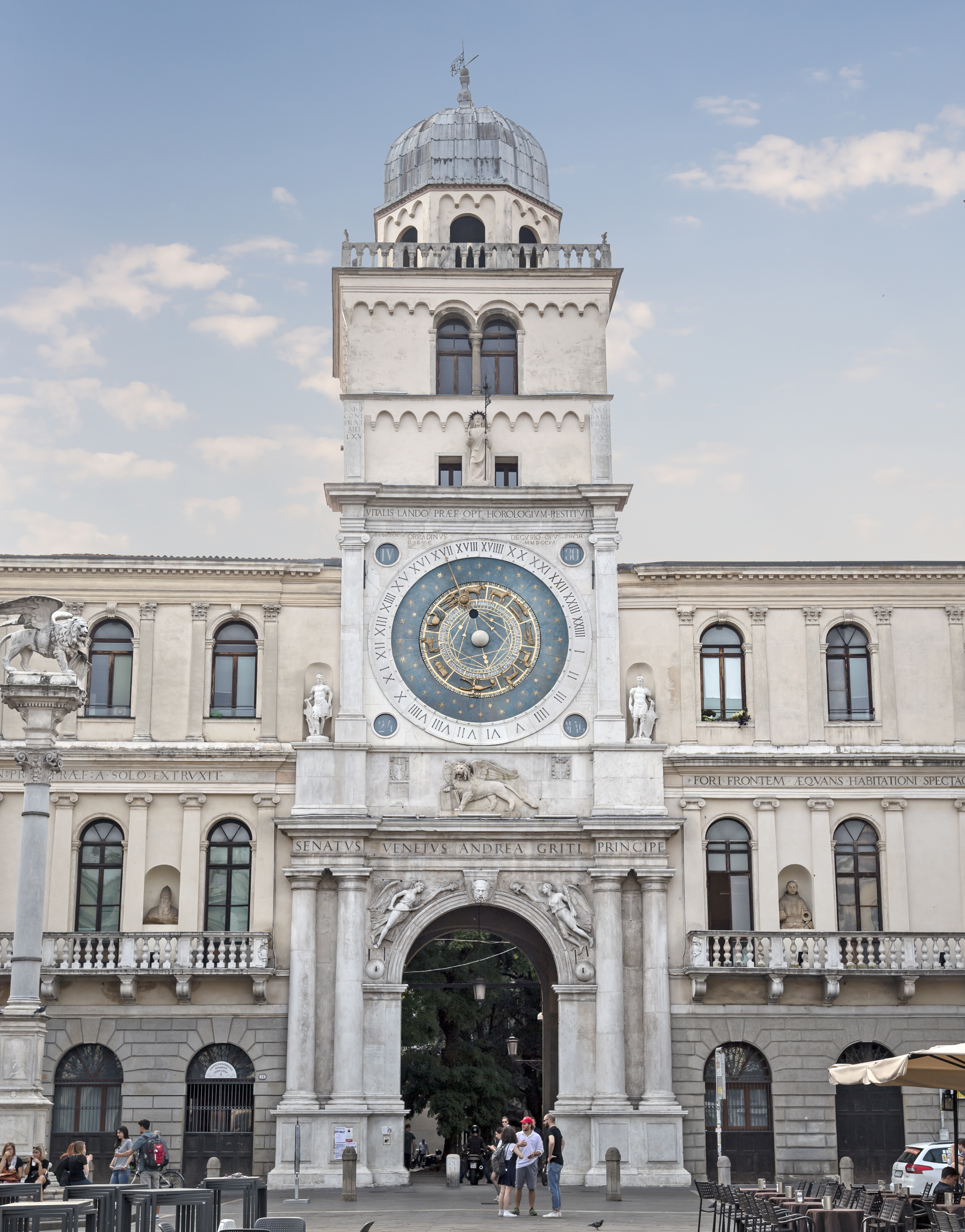
Palazzo dell'Orologio[15] en la Piazza dei Signori.
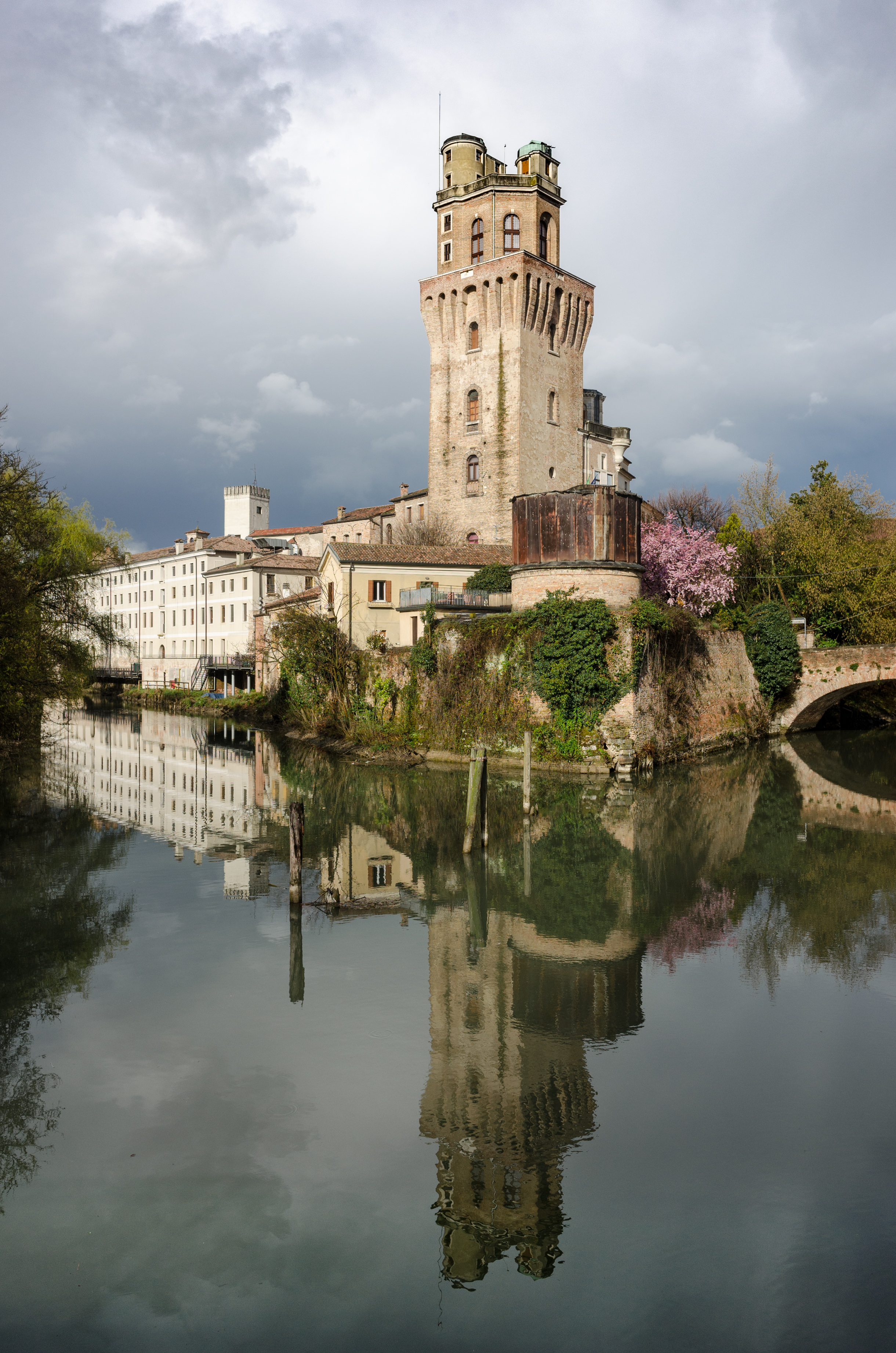
La Specola.
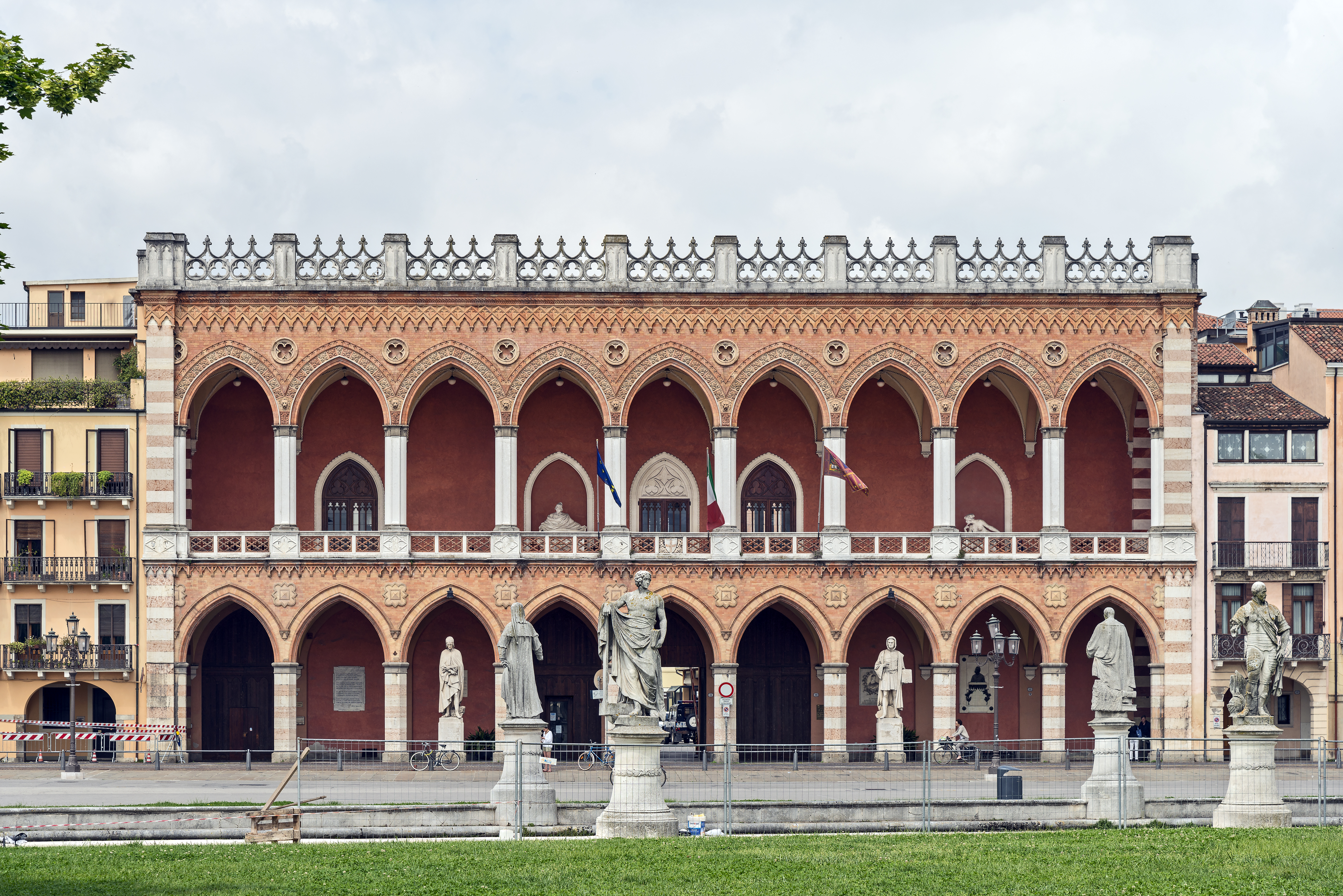
Loggia Amulea, vista desde el Prato della Valle
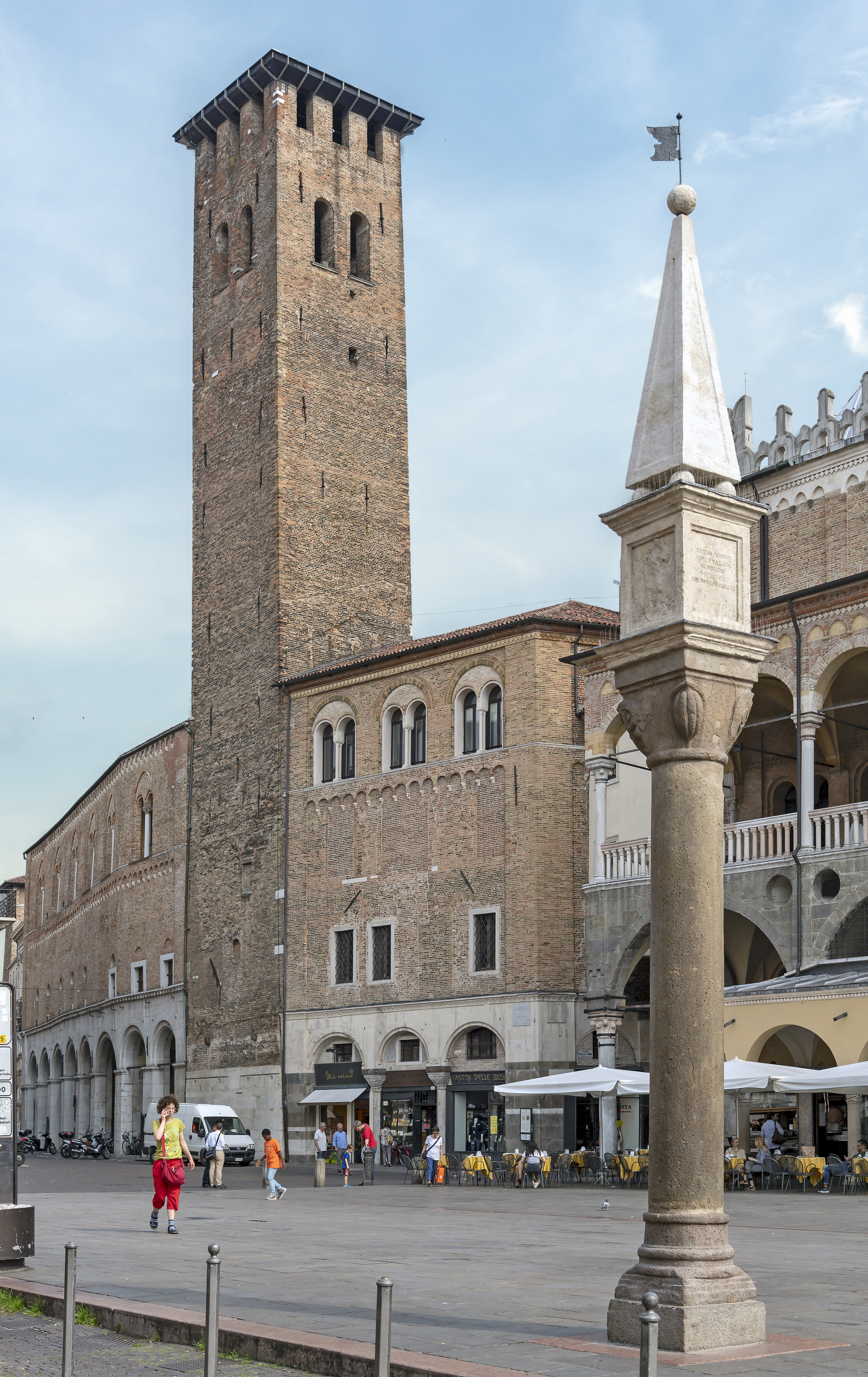
Torre degli Anziani, vista desde la Piazza della Frutta

### Edificios religiosos

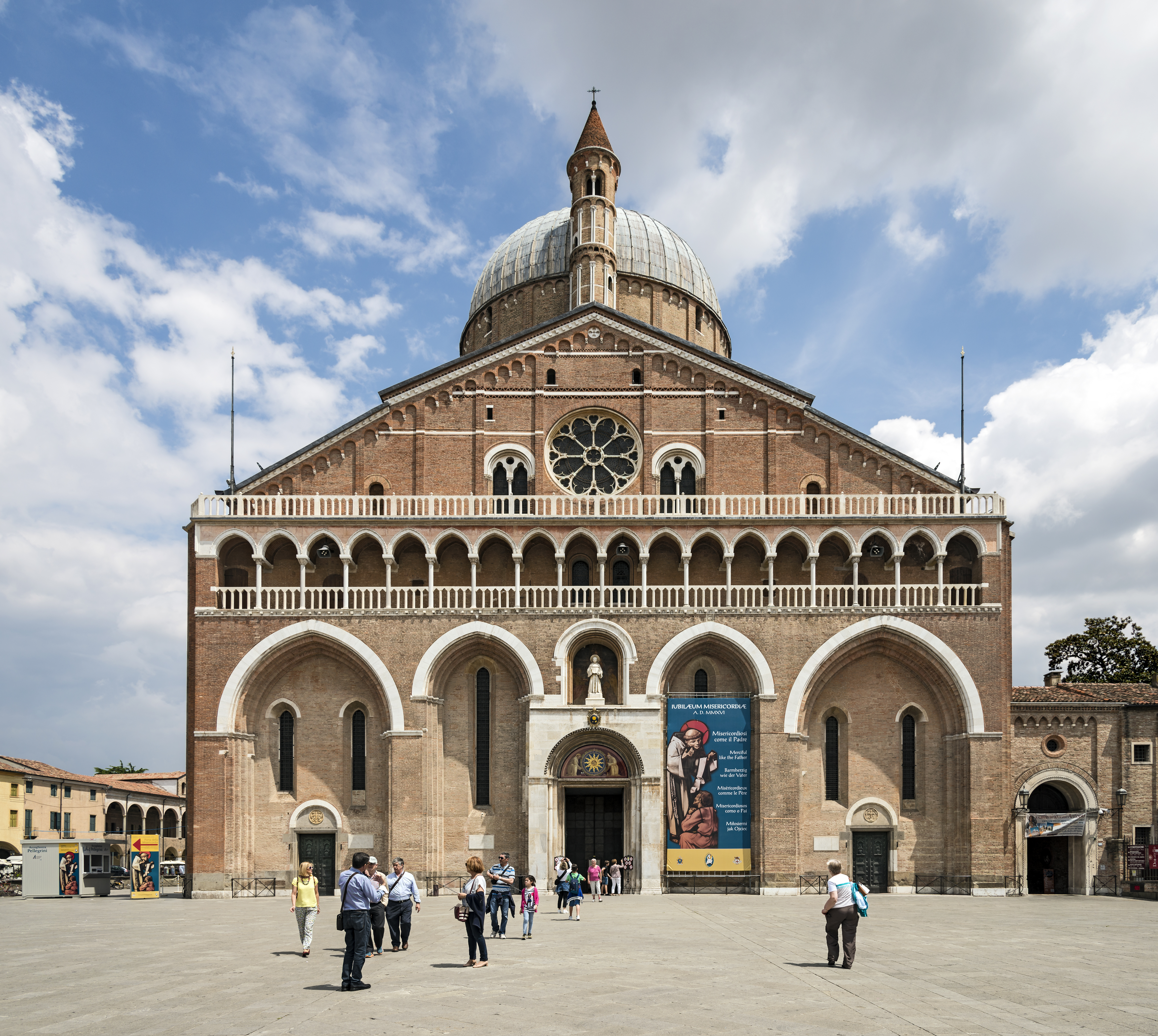
Basílica de San Antonio de Padua

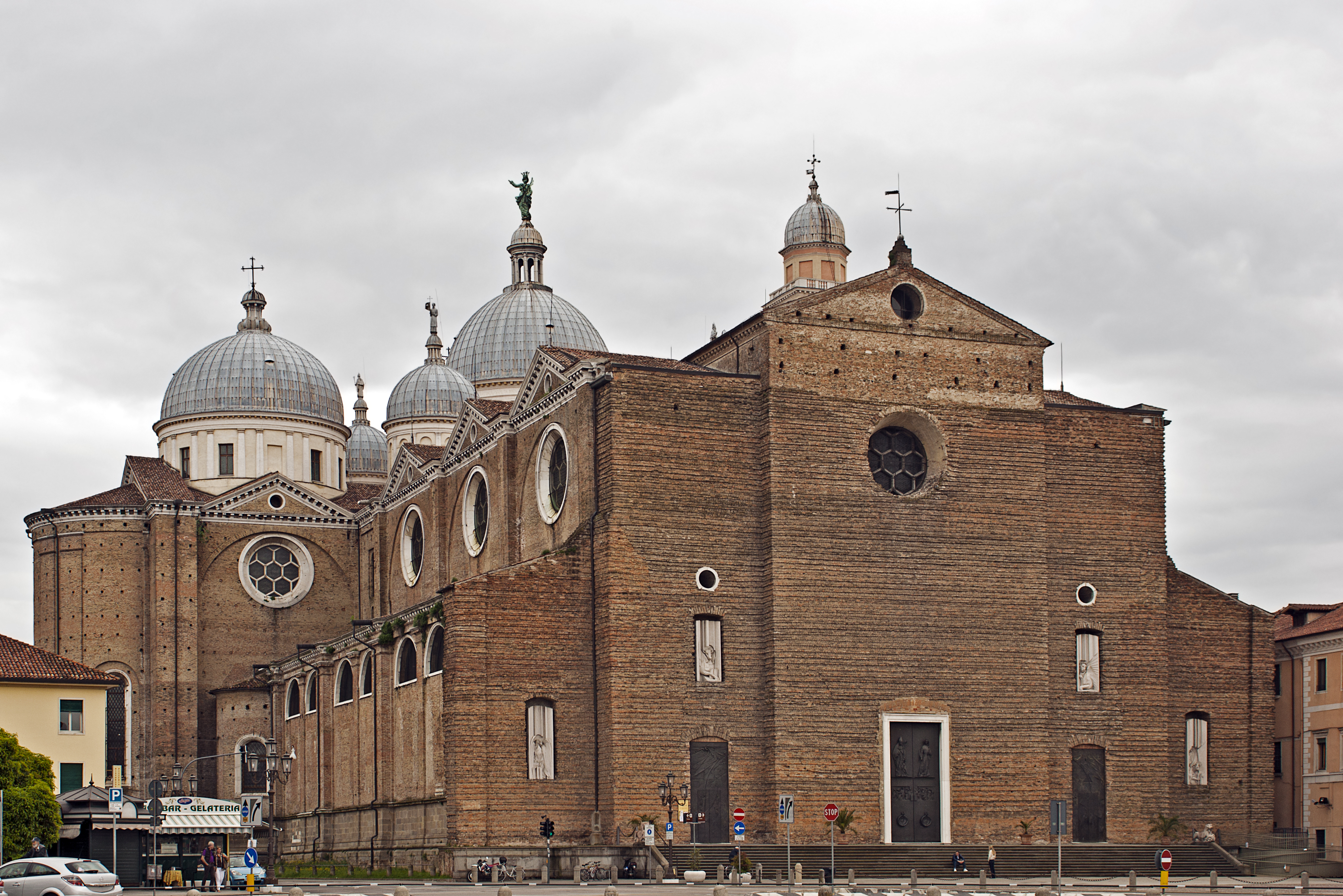
Basílica de Santa Giustina, frente a la gran plaza de Prato della Valle.

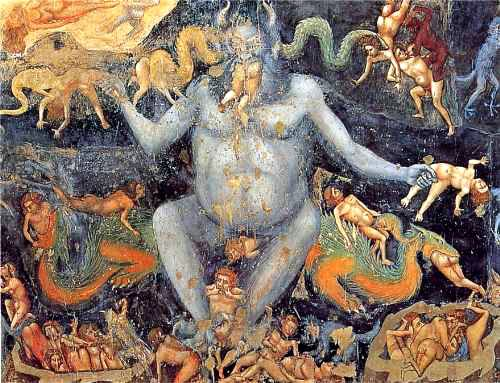
Juicio Final, de Giotto, parte del ciclo de frescos de la capilla de los Scrovegni.

El centro histórico de Padua tiene numerosas iglesias de significada arquitectura y con obras de arte importantes, como:
- La basílica de San Antonio (1235), la más famosa de las iglesias de la ciudad dedicada a san Antonio de Padua, llamado más simplemente Il Santo. Sus reliquias se guardan en una capilla ricamente decorada con mármol tallado, obra de varios artistas como Sansovino y Falconetto. La basílica se inició en 1230 y su construcción continuó durante varios siglos. La tradición dice que el edificio fue diseñado por Nicola Pisano. Está cubierto por siete cúpulas, dos de ellas piramidales, y tiene cuatro claustros. El campanario tiene ocho campanas afinadas en Do.
- Catedral basílica de Santa María de la Asunción, obra de Andrea della Valle y de Agostino Righetto, edificio renacentista iniciado en 1551, aunque no terminado hasta 1754, dejando la fachada inacabada.
- Abadía de Santa Giustina y su adyacente iglesia abacial, en el centro de la ciudad. El complejo fue fundado en el siglo V sobre la tumba de la santa homónima, Justina de Padua, siendo la primitiva iglesia construida en 520 y ampliada en 1050. En el siglo XV se convirtió en uno de los monasterios más importantes de la zona, hasta que fue suprimido por Napoleón en 1810. En 1919 fue reabierto. En el interior se encuentran las tumbas de varios santos, como Justino san Prosdocimus,  Maximus, san Urius, Santa Felicita, san Julianus, así como las reliquias del apóstol san Mateo y del  san Lucas Evangelista. Alberga importantes obras de arte, como el Martirio de Santa Justina de Paolo Veronese. El campanario tiene ocho campanas en Re.

- La iglesia de los Eremitas toma su nombre del antiguo convento de los frailes eremitas (agustinos de rigurosa observancia), a los que perteneció. Fue construida a partir de 1276 en estilo románico-gótico y fue reconstruida recientemente después de los graves daños provocados por los bombardeos de la Segunda Guerra Mundial, ya que estaba al lado del cuartel general nazi. Su fachada tiene grandes arcadas; en el flanco derecho se abre un hermoso portal del siglo XV con bajorrelieves de Nicoló Baroncelli que ilustran los meses del año. Alberga las tumbas de Jacopo (1324) y Ubertinello (1345) da Carrara, señores de Padua y que tiene frescos de Mantegna en sus capillas de capillas Saint-Jacques y Saint-Christophe. Su interior está decorado con frescos de Guariento di Arpo (siglo XIV). El antiguo monasterio de la iglesia alberga ahora el Musei Civici di Padova (museo de arqueología y arte de la ciudad).
- La capilla de los Scrovegni (o iglesia de la Arena, porque se encuentra en el sitio de una arena de la época romana), una de las vistas más notables de la ciudad, consagrada en 1305 y erigida como capilla privada por voluntad de Enrico Scrovegni, como penitencia por los pecados de su padre, que había sido usurero. Los muros interiores están completamente cubiertas con un ciclo de frescos de Giotto[16] que detalla la vida de la Virgen María y ha sido reconocido por muchos como uno de los ciclos de frescos más importantes del mundo por su papel en el desarrollo de la pintura europea.con frescos. También tiene una de las primeras representaciones de un beso en la historia del arte (Encuentro en la Puerta Dorada, 1305). La entrada a la capilla es una prueba elaborada, ya que implica pasar 15 minutos antes de la entrada en una bóveda con esclusa de aire con clima controlado, que se utiliza para estabilizar la temperatura entre el mundo exterior y el interior de la capilla. Esto está destinado a proteger los frescos de la humedad y el moho.
- Iglesia de Santa Sofía es probablemente la iglesia más antigua de Padua. La cripta fue iniciada a finales del siglo X por artesanos venecianos. Tiene planta basilical con interior románico-gótico y elementos bizantinos. El ábside fue construido en el siglo XII. El edificio parece inclinarse ligeramente debido al terreno blando.
- La iglesia de San Daniel, completada en 1076.
- La Iglesia de San Nicolò, de origen medieval.
- San Clemente (1190)
- El oratorio de San Jorge de Padua (1376-1377), decorado con frescos de Altichiero da Zevio (siglo XIV).
- San Francesco, consagrada en 1430.
- Santa Maria dei Servi, dedicada en 1511.
- Iglesia de San Gaetano (1574-1586), diseñada por Vincenzo Scamozzi, en una inusual planta octogonal. El interior, decorado con mármoles policromados, alberga una Madonna con el Niño de Andrea Briosco, en piedra de Nanto.
- Santa Croce (1737)
- Sinagoga de Padua, barroco (siglo XVI)

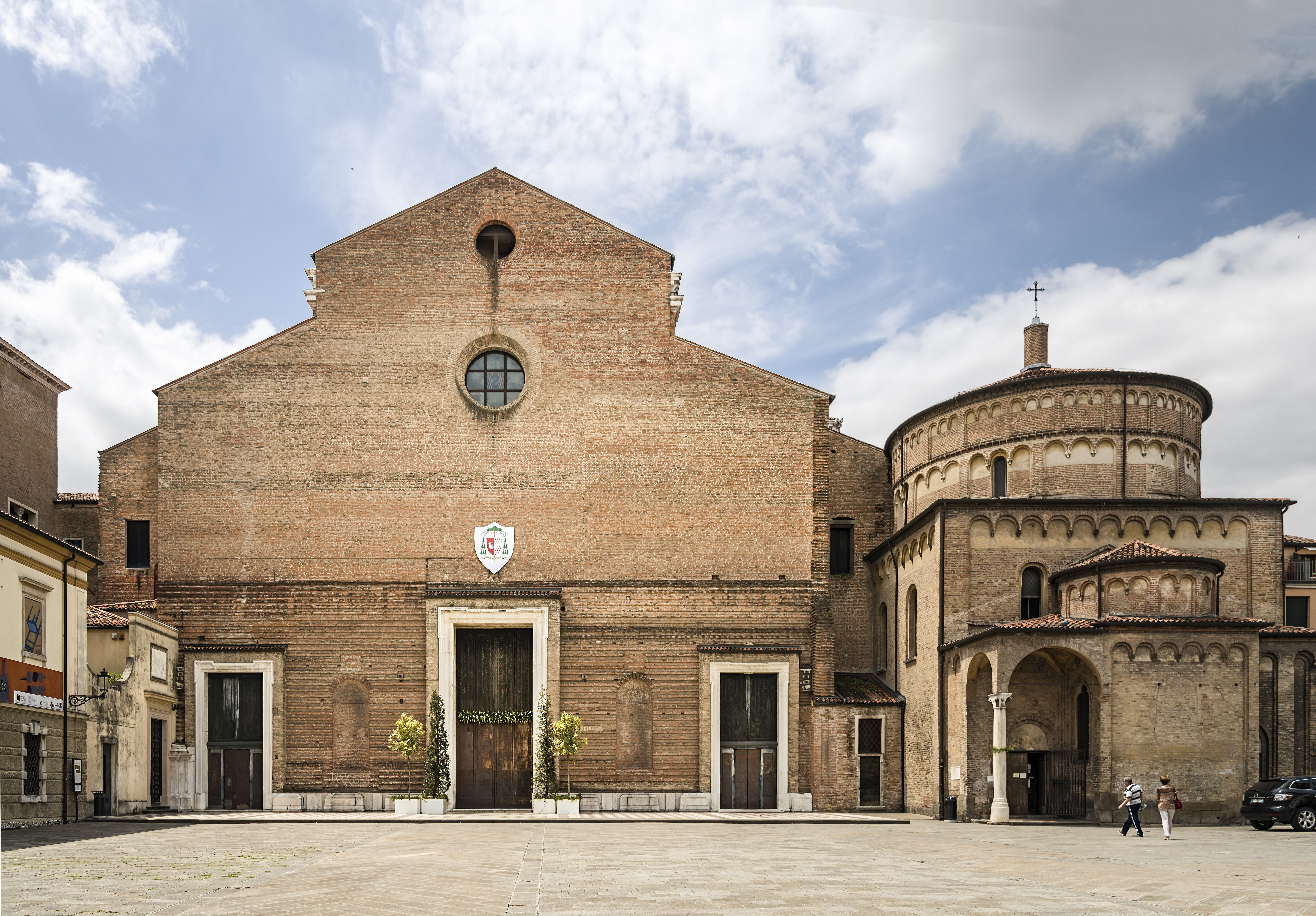
La catedral y el baptisterio
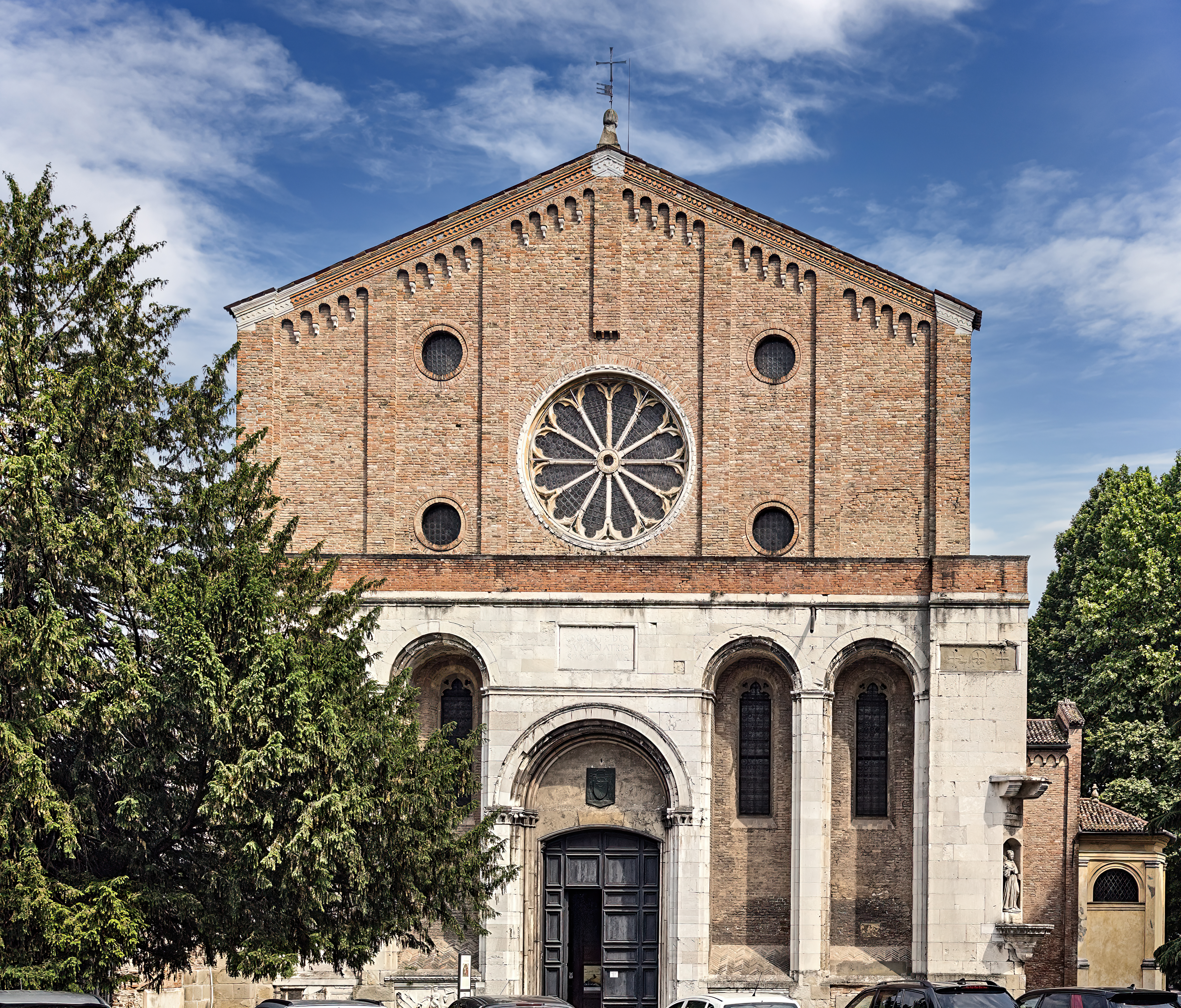
Los Eremitani
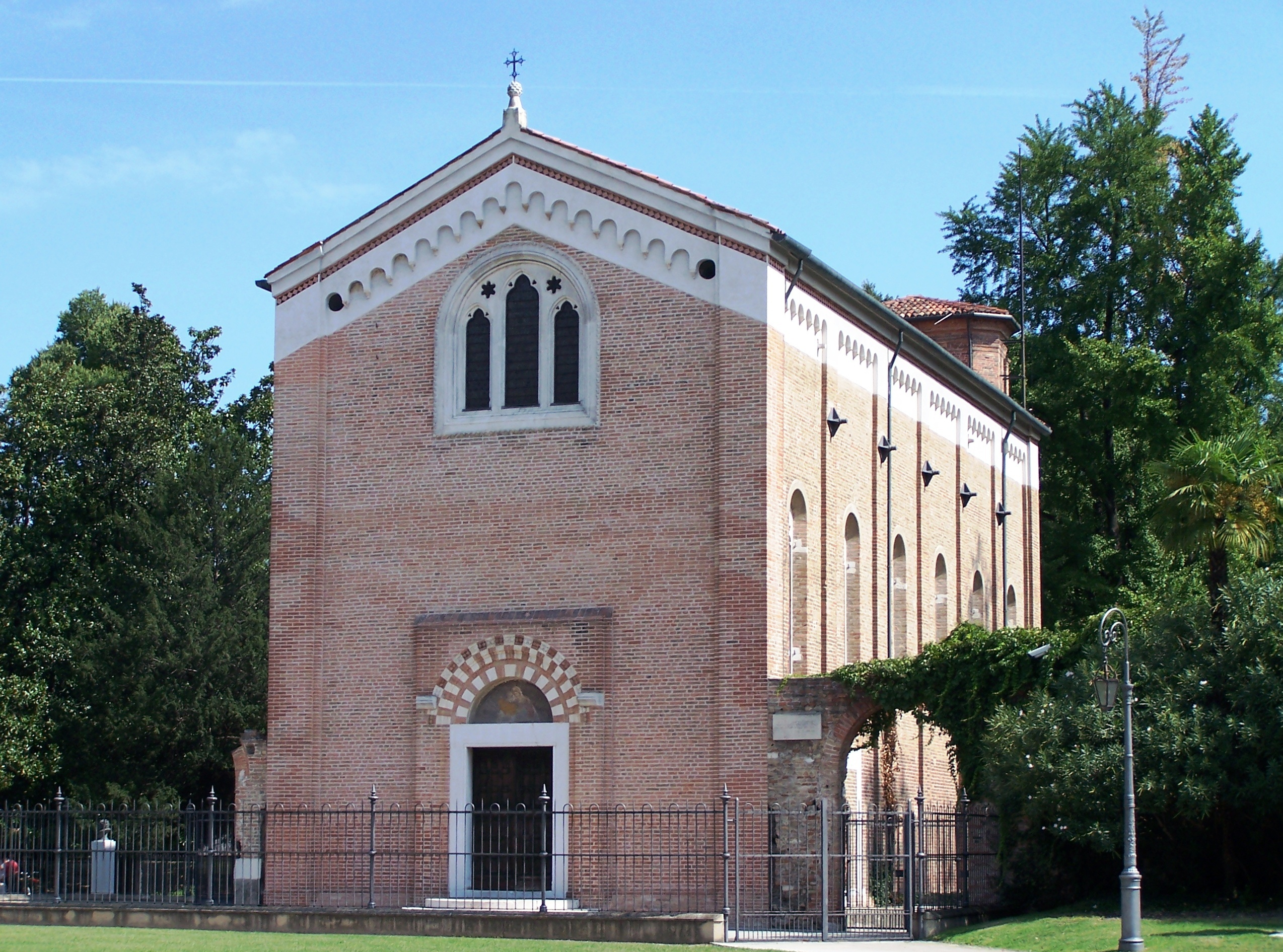
Capilla de los Scrovegni
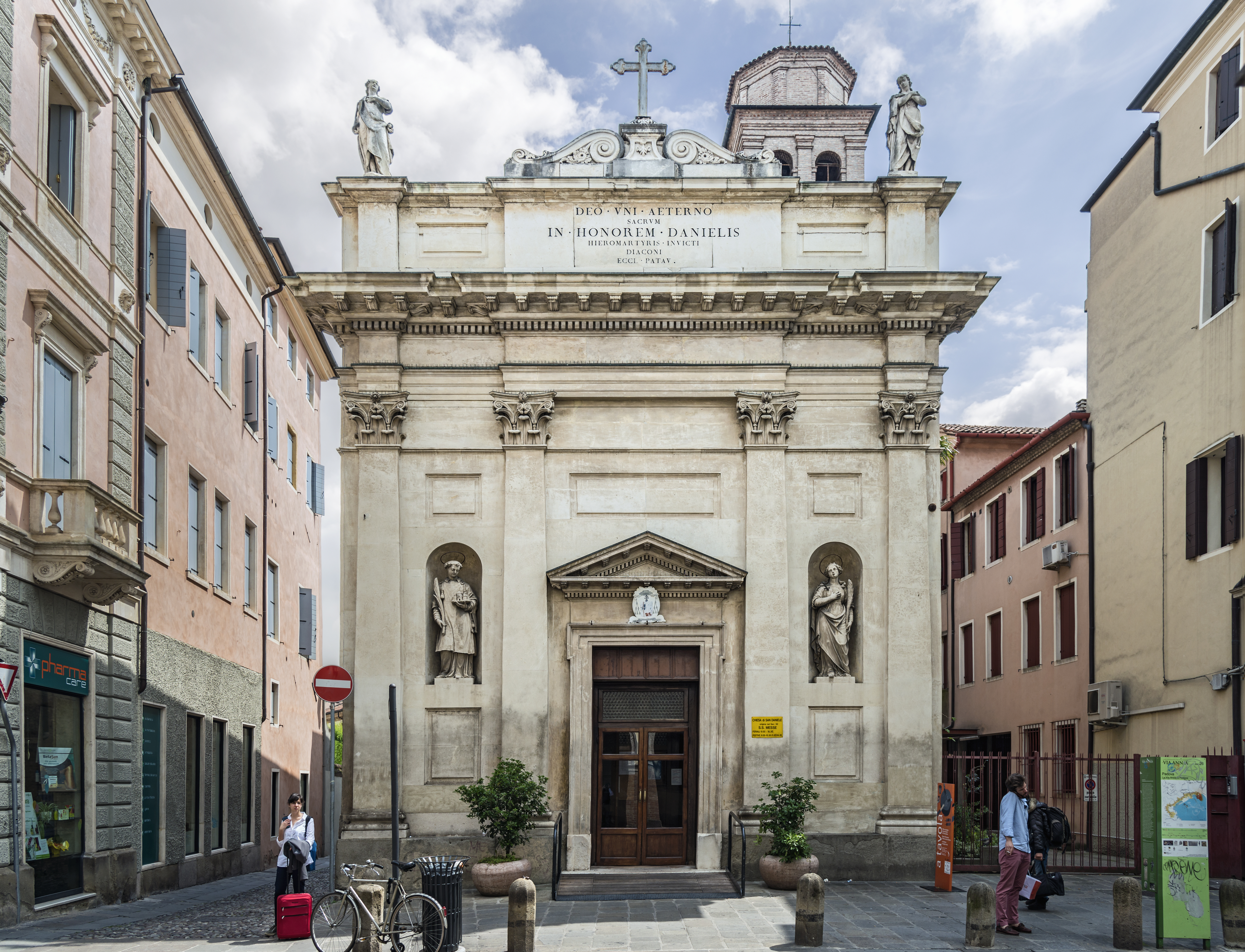
Iglesia de San Daniel
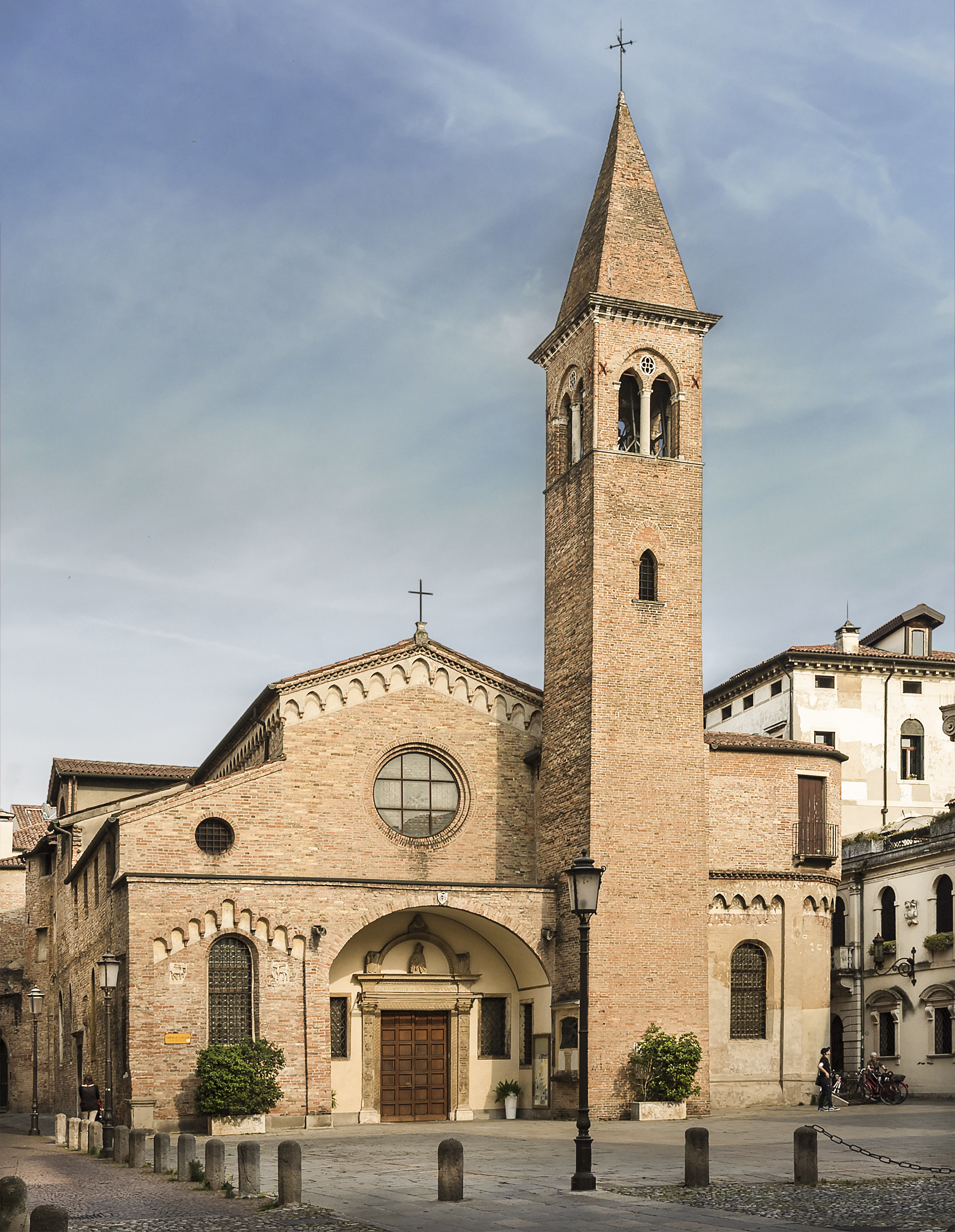
Iglesia de San Nicolò
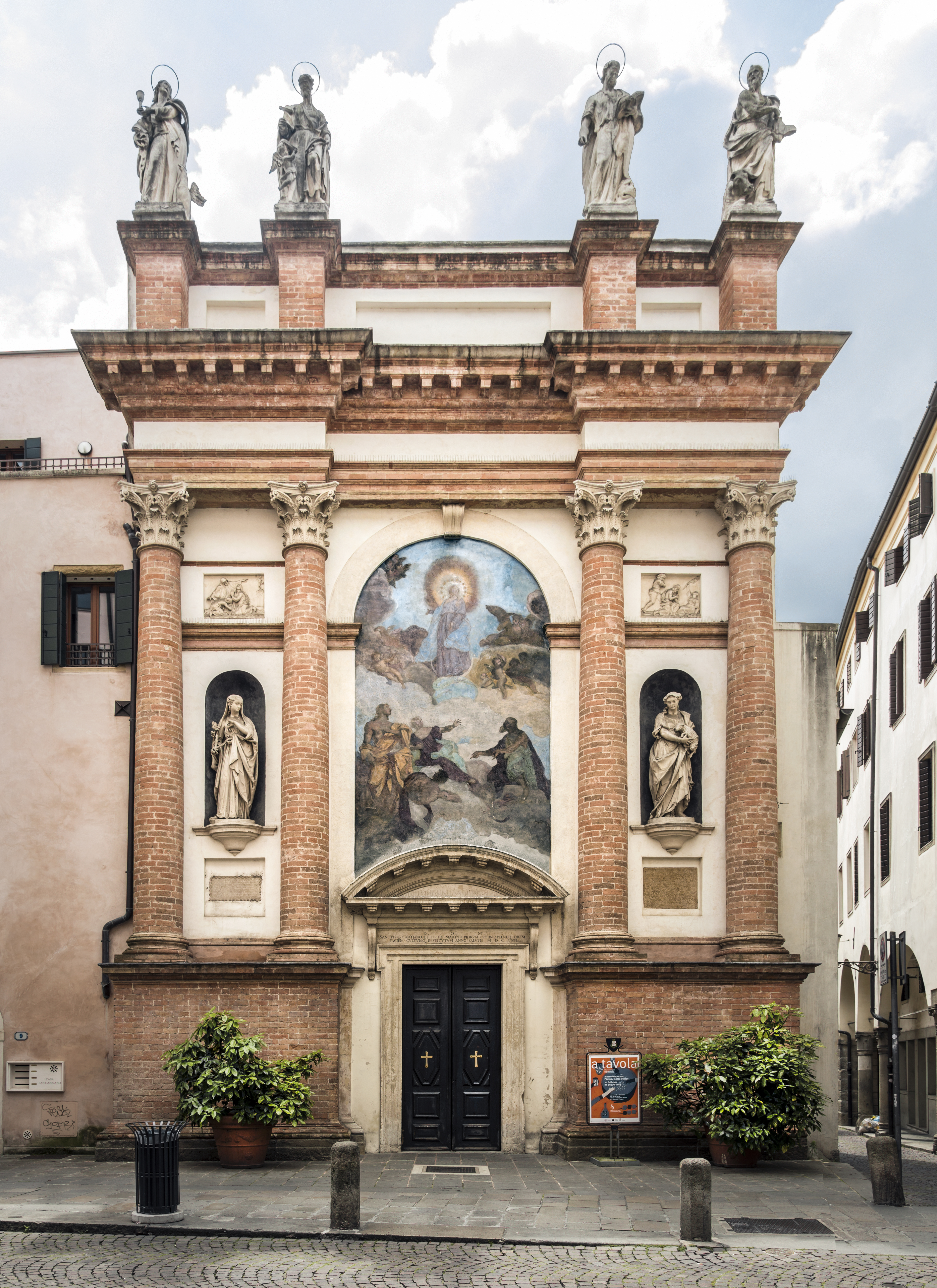
Iglesia de San Canziano
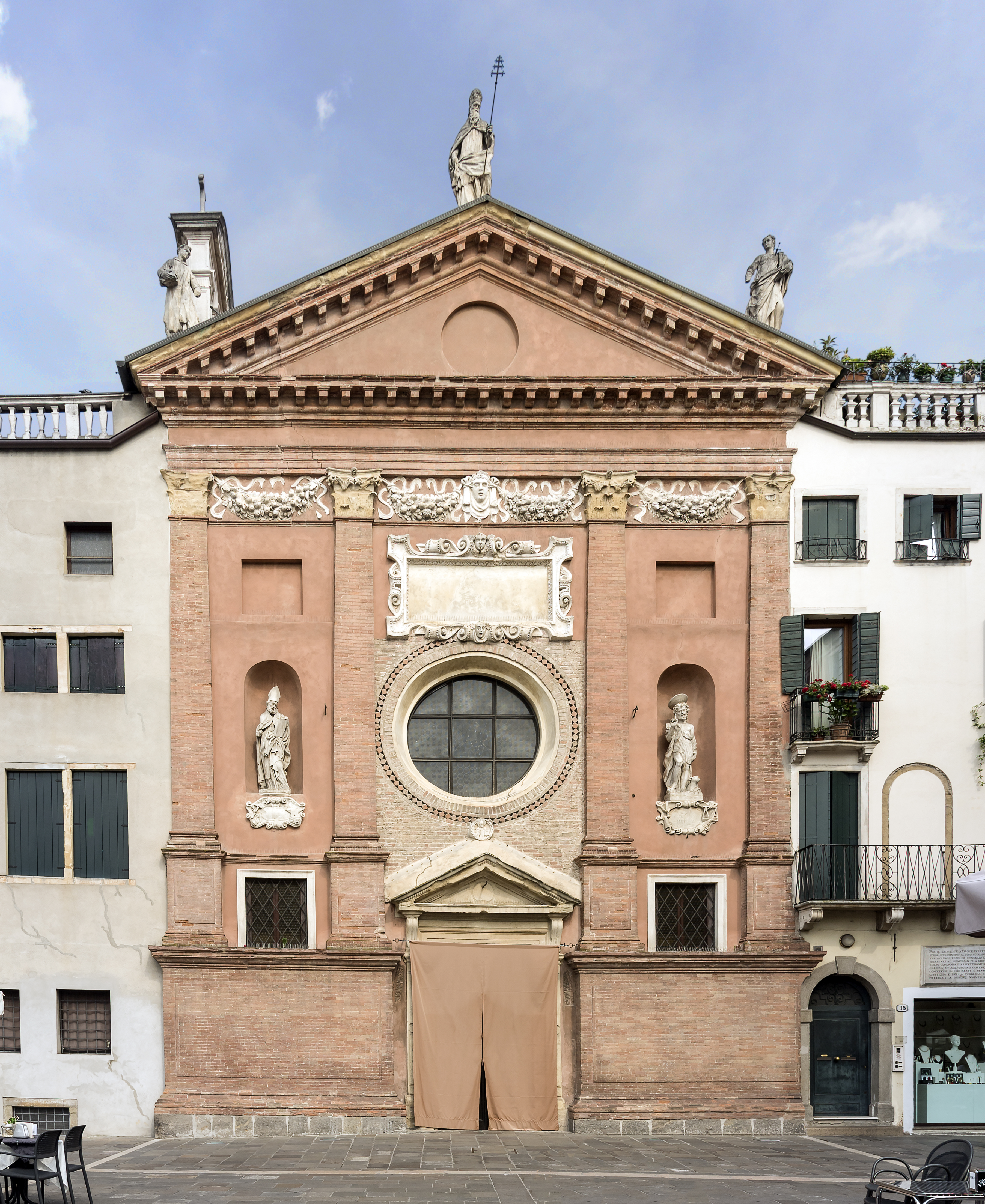
Iglesia de San Clemente
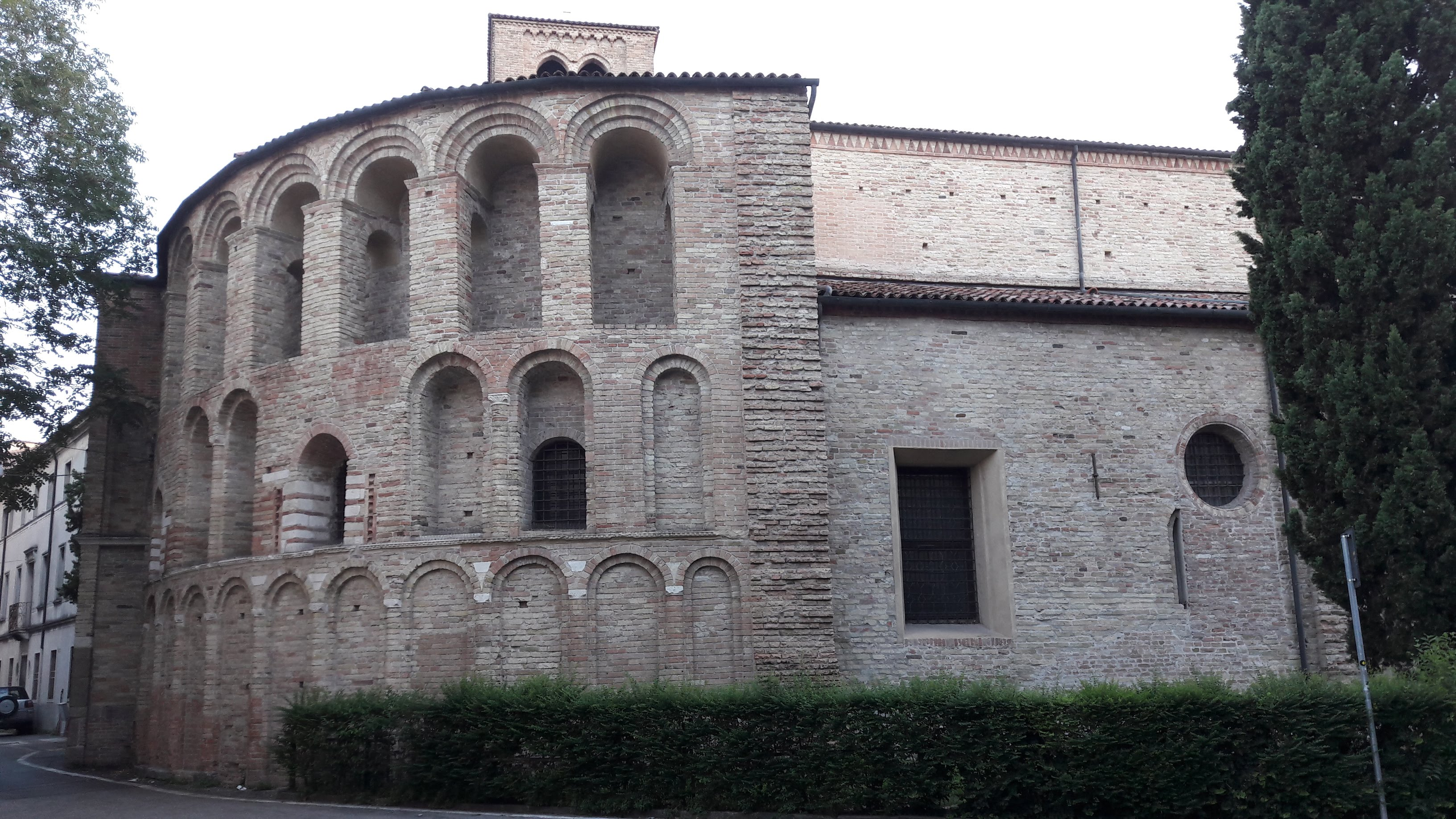
Ábside de Santa Sofia

### Villas

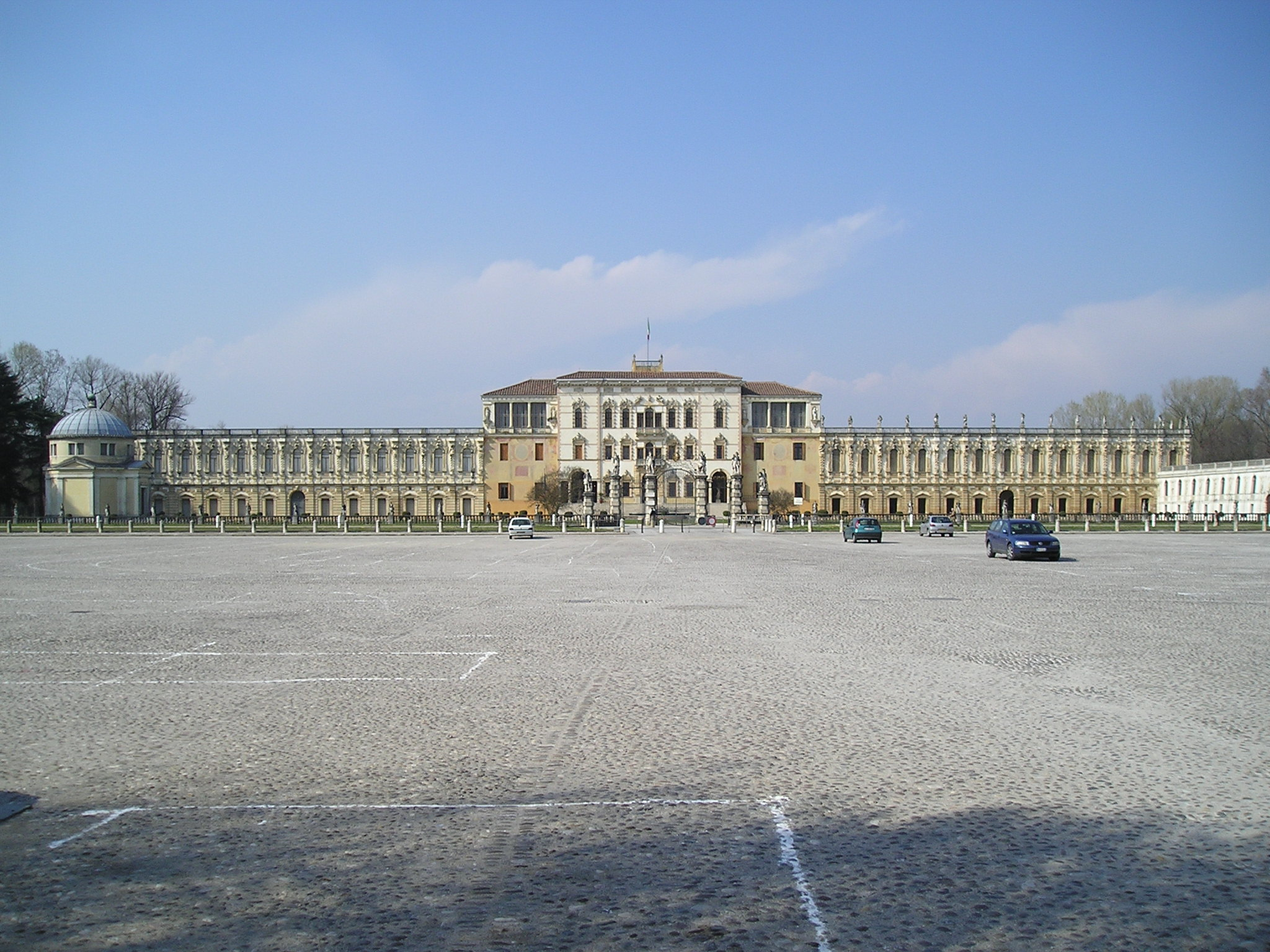
Villa Contarini (1546), de Palladio

En el municipio de Padua se encuentran numerosas villas nobles, destacando:
- Villa Contarini, en Piazzola sul Brenta, la más importante, construida en 1546 por Palladio y ampliada en los siglos siguientes.
- Villa Molin, en the Mandria fraction, proyectada por Vincenzo Scamozzi en 1597.
- Villa Mandriola (siglo XVII), en Albignasego
- Villa Pacchierotti-Trieste  (siglo XVII), en Limena
- Villa Cittadella-Vigodarzere (siglo XIX), en Saonara
- Villa Selvatico da Porto (siglos XV-XVIII), en Vigonza
- Villa Loredan, en Sant'Urbano

## Educación
Padua es famosa por su universidad, una de las más antiguas de Europa y del mundo. Fue fundada en 1222, y en sus aulas enseñaron científicos tan célebres como Galileo, Santorio y William Harvey. Actualmente cuenta con más de 60 000 estudiantes. Su rectorado se encuentra en el Palacio Bo.

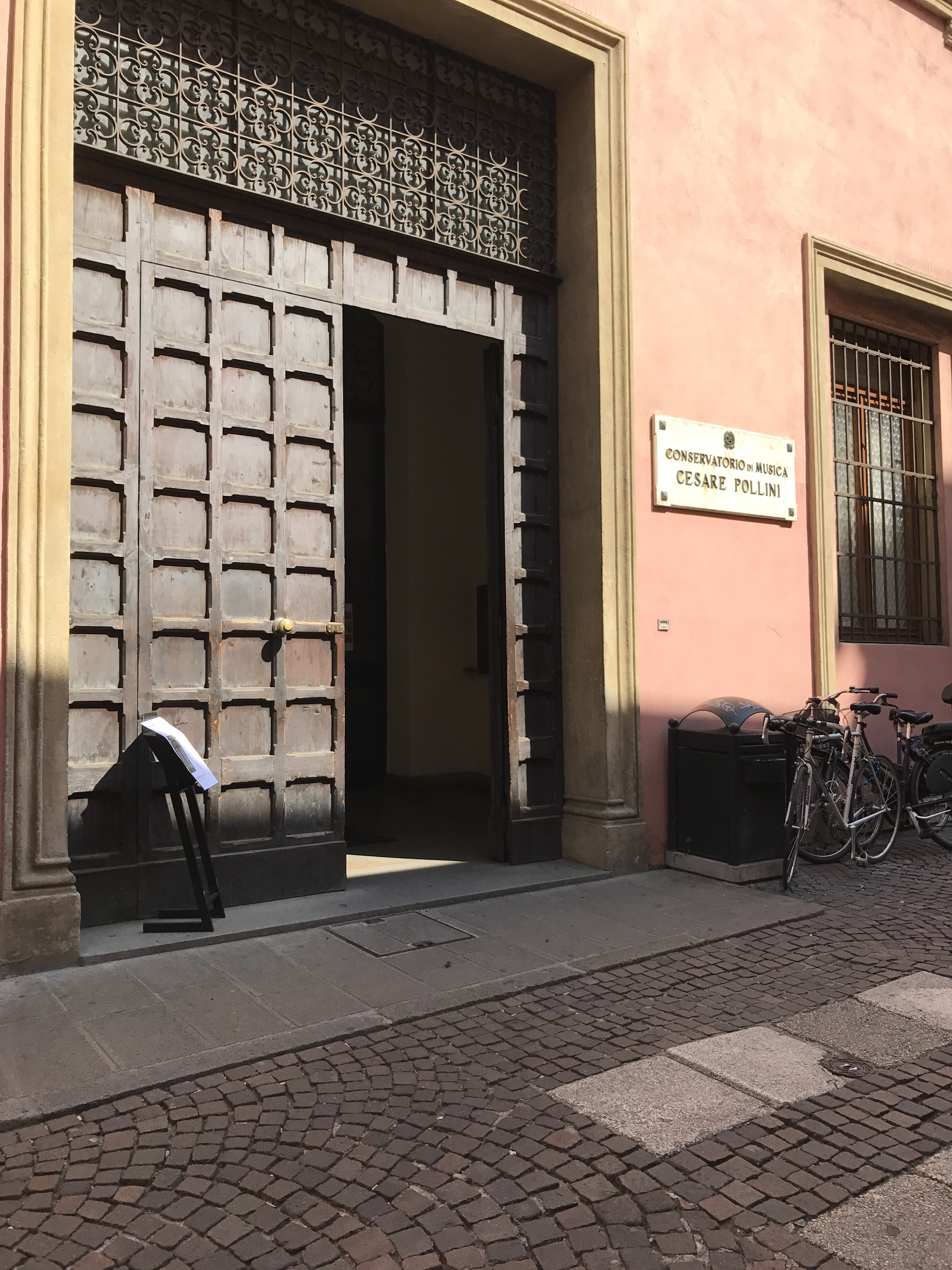
Portal del Conservatorio de Música "Cesare Pollini" en via Eremitani 18.

El principal instituto público y estatal de estudios musicales superiores es el Conservatorio Cesare Pollini, fundado en 1878 y dedicado al pianista homónimo, quien además fue su primer director.

## Deportes
El Calcio Padova es el club de fútbol de la ciudad. Milita en la Serie C, el tercer nivel del fútbol nacional. Sus encuentros de local los disputa en el estadio Euganeo.